# Biserica de lemn din Brășăuți

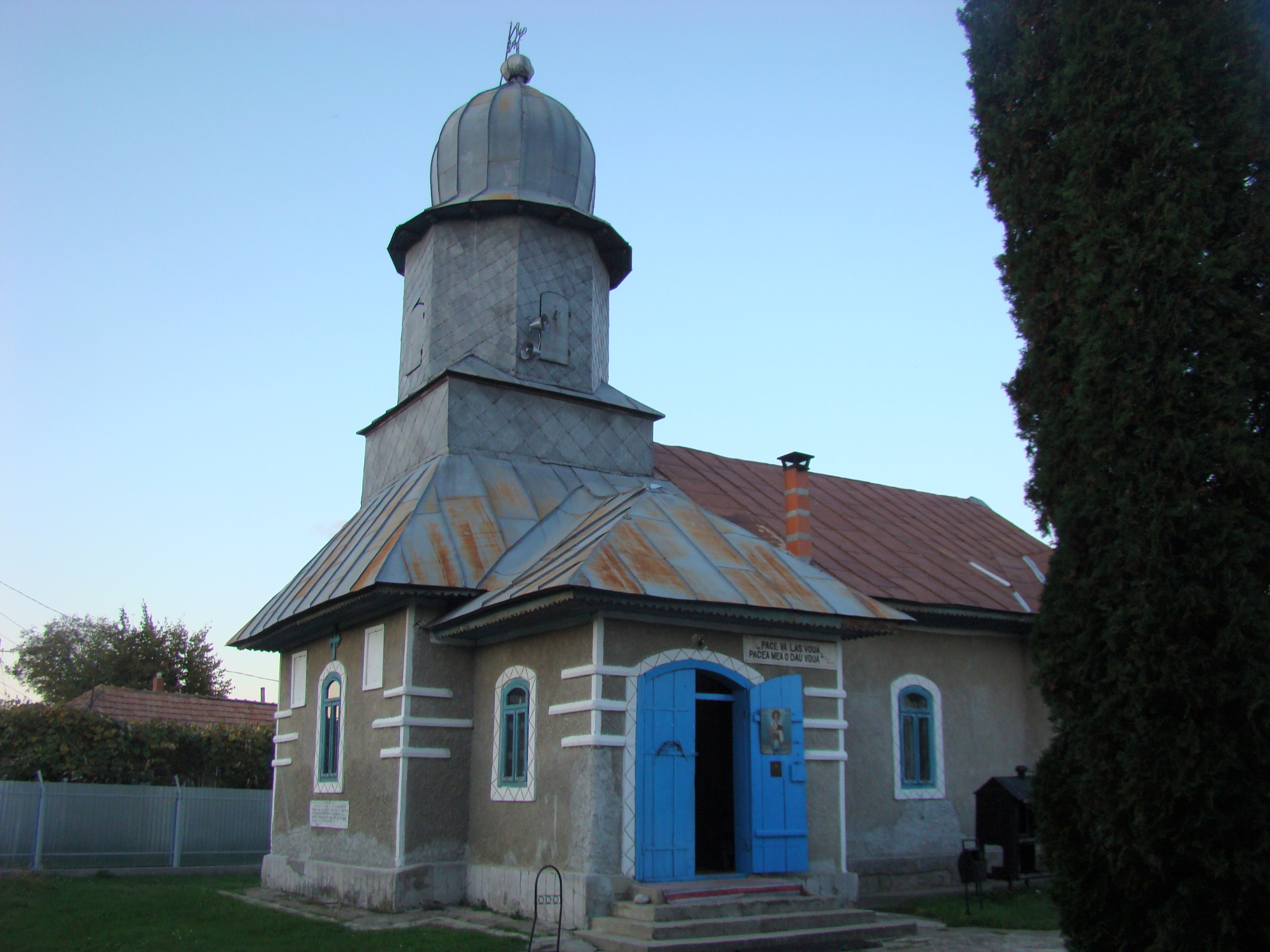
Biserica de lemn „Nașterea Maicii Domnului” din Brășăuți, comuna Dumbrava Roșie, județul Neamț
(octombrie 2020)

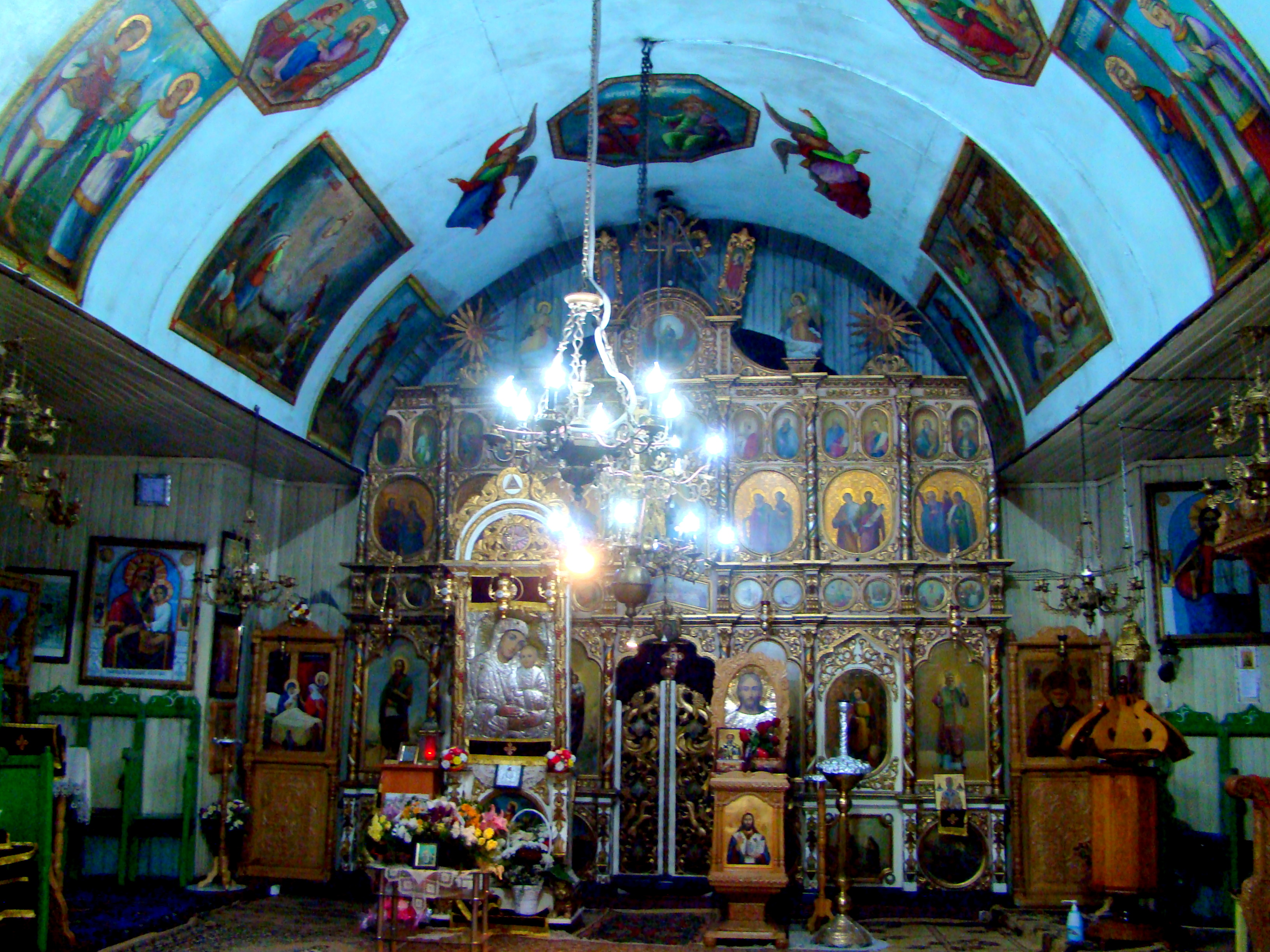
Catapeteasma bisericii

Biserica de lemn Nașterea Maicii Domnului este un lăcaș de cult aflat în satul Brășăuți, comuna Dumbrava Roșie, județul Neamț. În ciuda vechimii sale (1770) și a catapetesmei de o reală valoare artistică, biserica nu figurează în lista monumentelor istorice. 

## Istoric și trăsături
Biserica a fost cumpărată și adusă din Tarcău, unde a fost ridicată în 1770, dată însemnată și pe ușorul de la intrare. Datarea este confirmată de o însemnare găsită pe un Penticostar de la 7521 (1743), din timpul domniei lui Mihai Racoviță, la Brăiești, care arată că: „… Ținutul Neamțului, moșia Sfintei Mănăstiri Pângărați, satul Tarcău. Biserica din Tarcău făcută din dulapi, făcută la 1771, cu hramul Adormirea Prea Sfintei Născătoare de Dumnezeu, acoperită cu șindrilă veche țintirimul Tumuiugi și bârne vechi”. Nu se știe cine sunt ctitorii bisericii; tradiția orală o atribuie lui Andrieș Munteanu, tatăl primului preot care a slujit la această biserică, în timp ce pomelnicul bisericii pomenește pe spătar Ionită Cantacuzino cu soțiile, copiii și tot neamul lui.
Biserica a fost mutată în satul Brășăuti în anii 1920-1928 și sfințită după ce asamblarea ei în noua locație a fost terminată, în 1928. Corpul bisericii este lucrat din lemn, cu fundațiile și soclul din piatră. Acoperișul este în șarpantă, acoperit cu tablă.
Pridvorul are o suprafață de 2,7X3,1 m, cu o fereastră cu gratii de fier, așezată în partea de apus. Din pridvor, printr-o scară din lemn, așezată în dreapta intrării, se urcă în turnul clopotniței. Pronaosul, de formă aproape pătrată, are laturile de cca 4,5 m. Din pronaos se face trecerea în naosul bisericii, care are o lungime de 9,8 m și o lățime de 7,2 m, iar la cele două abside laterale de 11 m. Acoperișul este în formă de leagăn boltit. Pereții sunt îmbrăcați cu scândură de brad, vopsită crem, în anul 2003. Altarul este despărțit de naos printr-o catapeteasmă,  cu o lungime de 4,1 m. Picturile de la catapeteasmă sunt realizate în 1926 de pictorul C. Popescu și sunt asemănătoare ca stil celor de la Mănăstirea Agapia.
La exterior, biserica a fost tencuită, după 1965, cu ciment, var și nisip. Cimentul din tencuială a început să carbonizeze pereții din lemn. De aceea, Consiliul Parohial a luat hotărârea de a ridica o nouă biserică din cărămidă, pe un alt teren, mitropolitul Teofan împotrivindu-se demolării bisericii vechi.

## Imagini din exterior

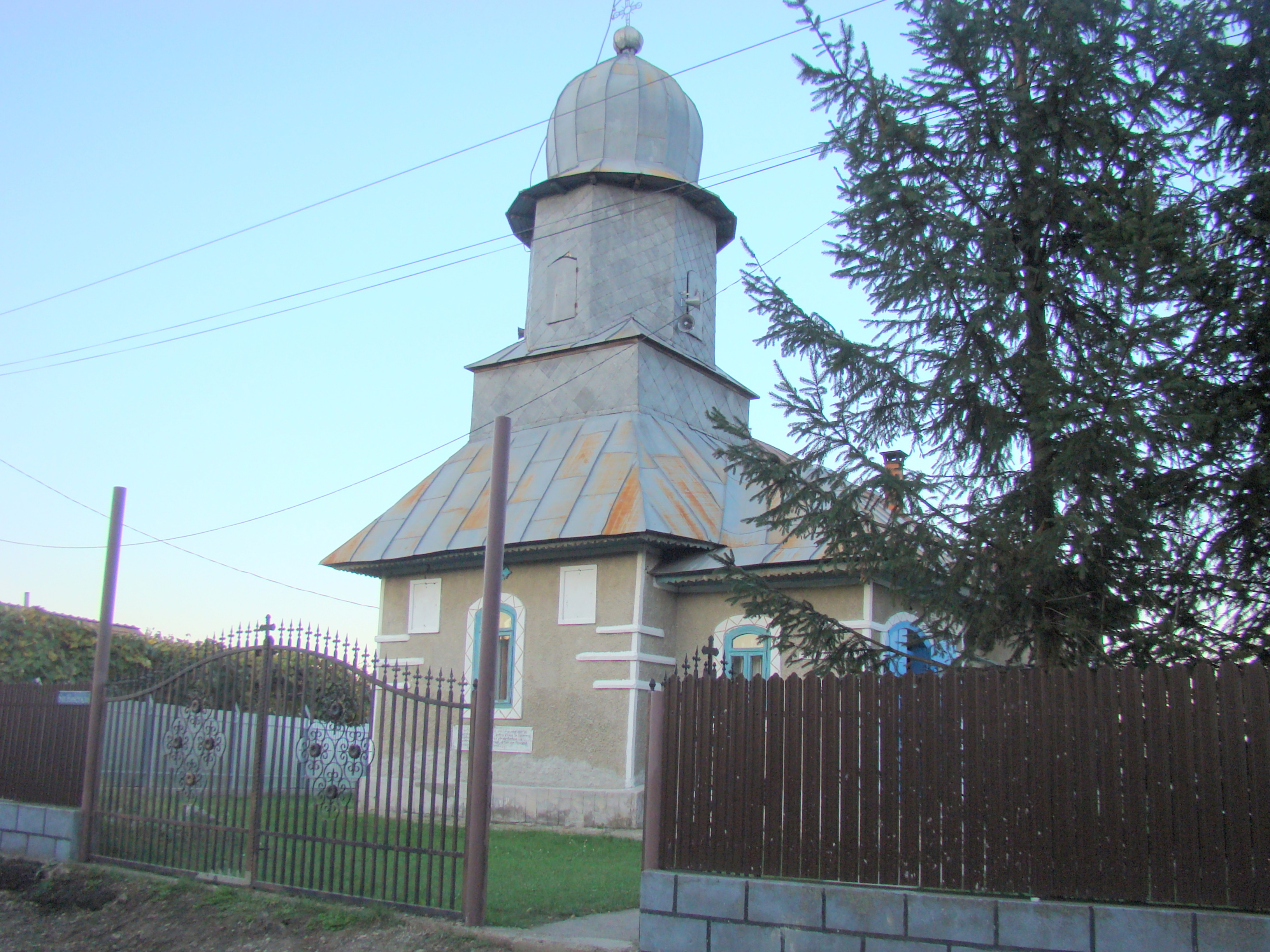
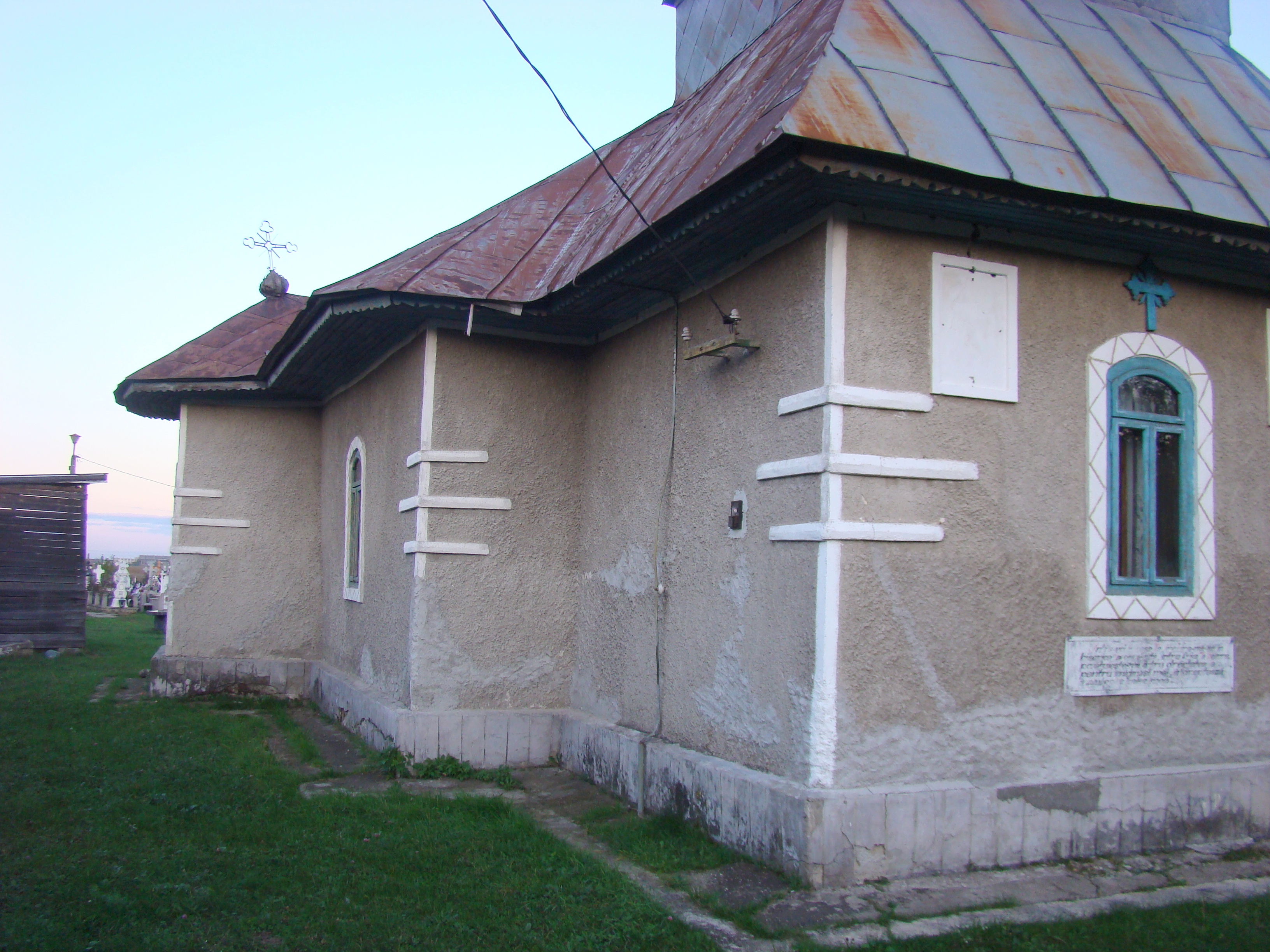
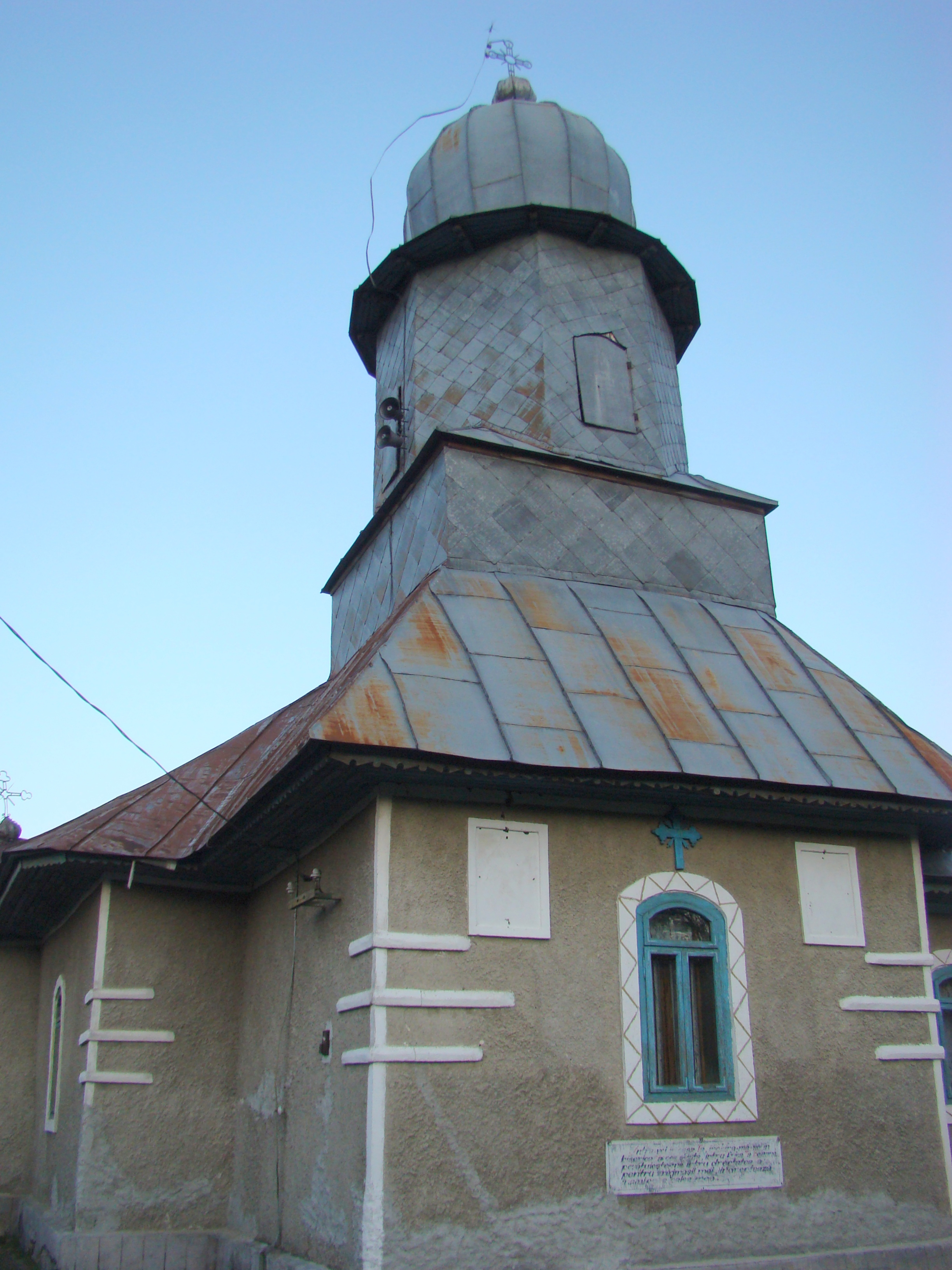
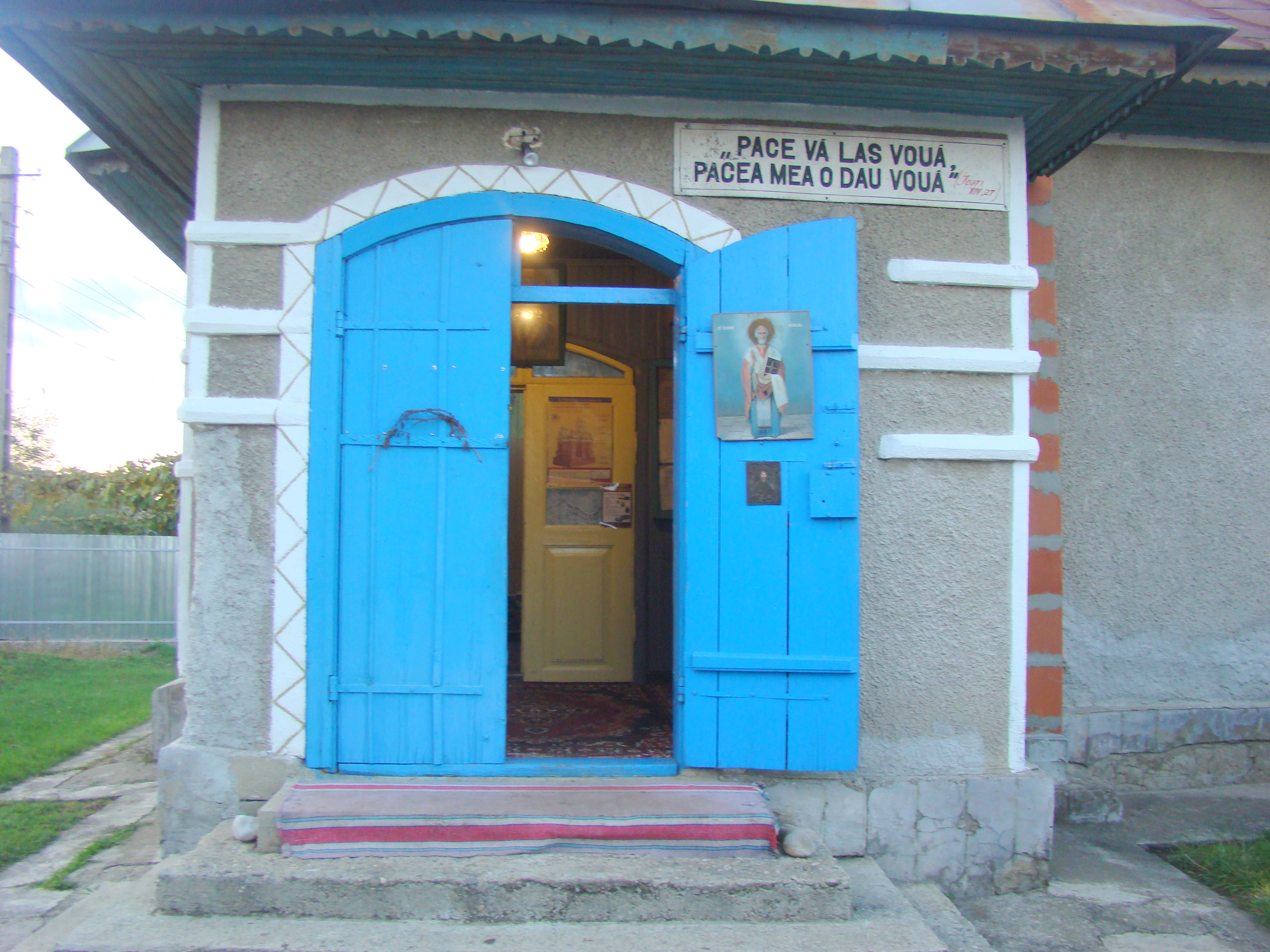
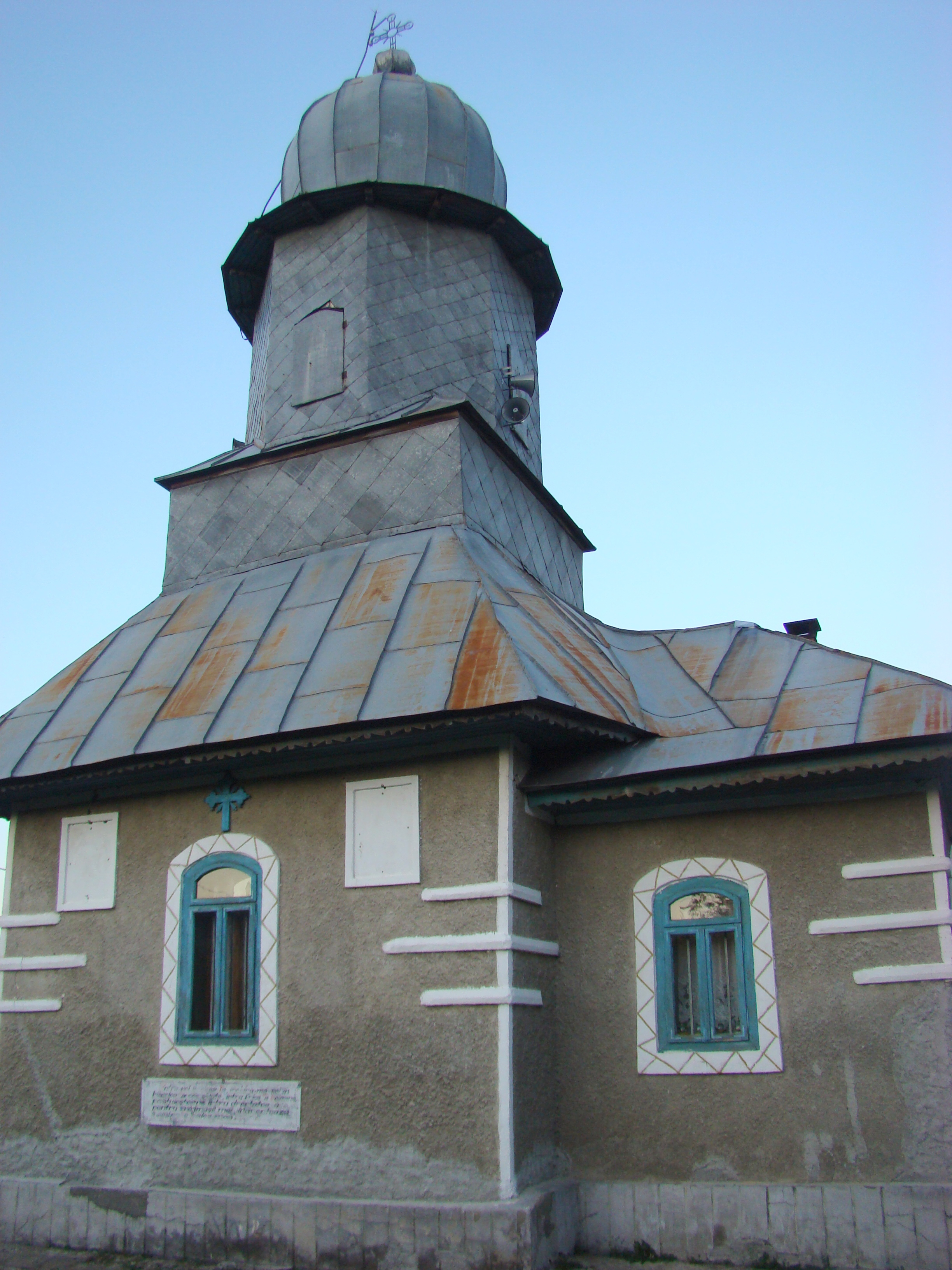
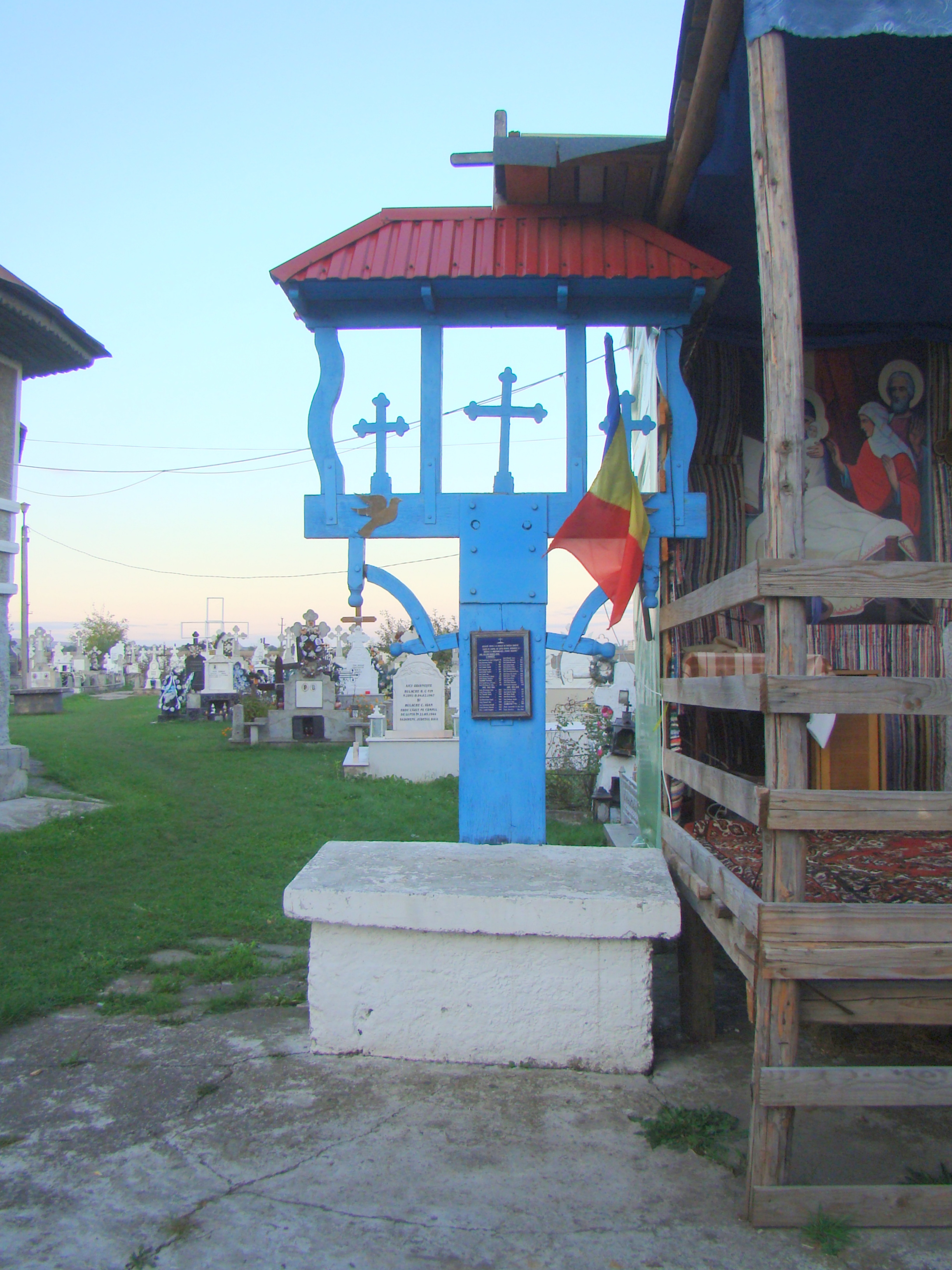
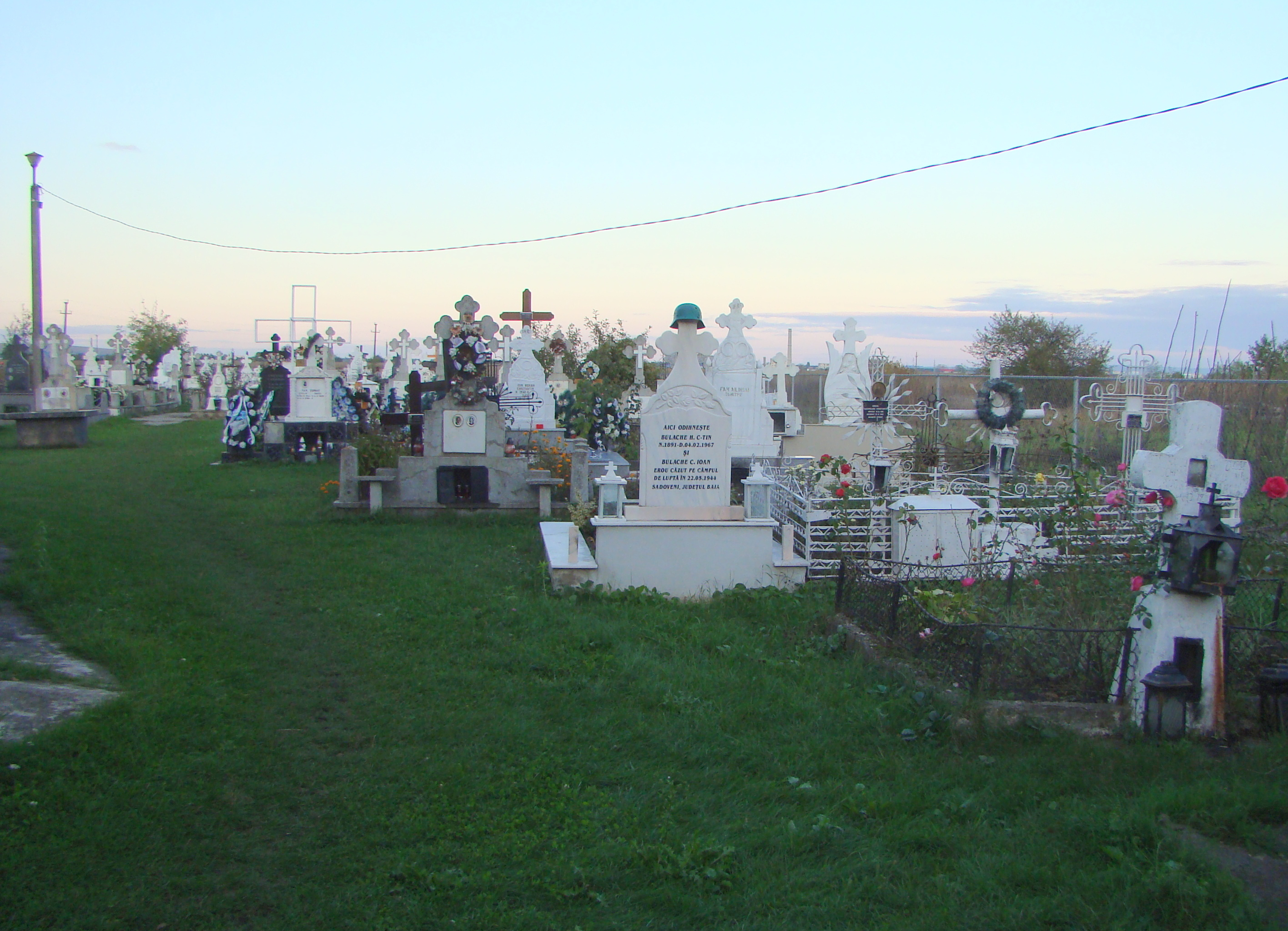
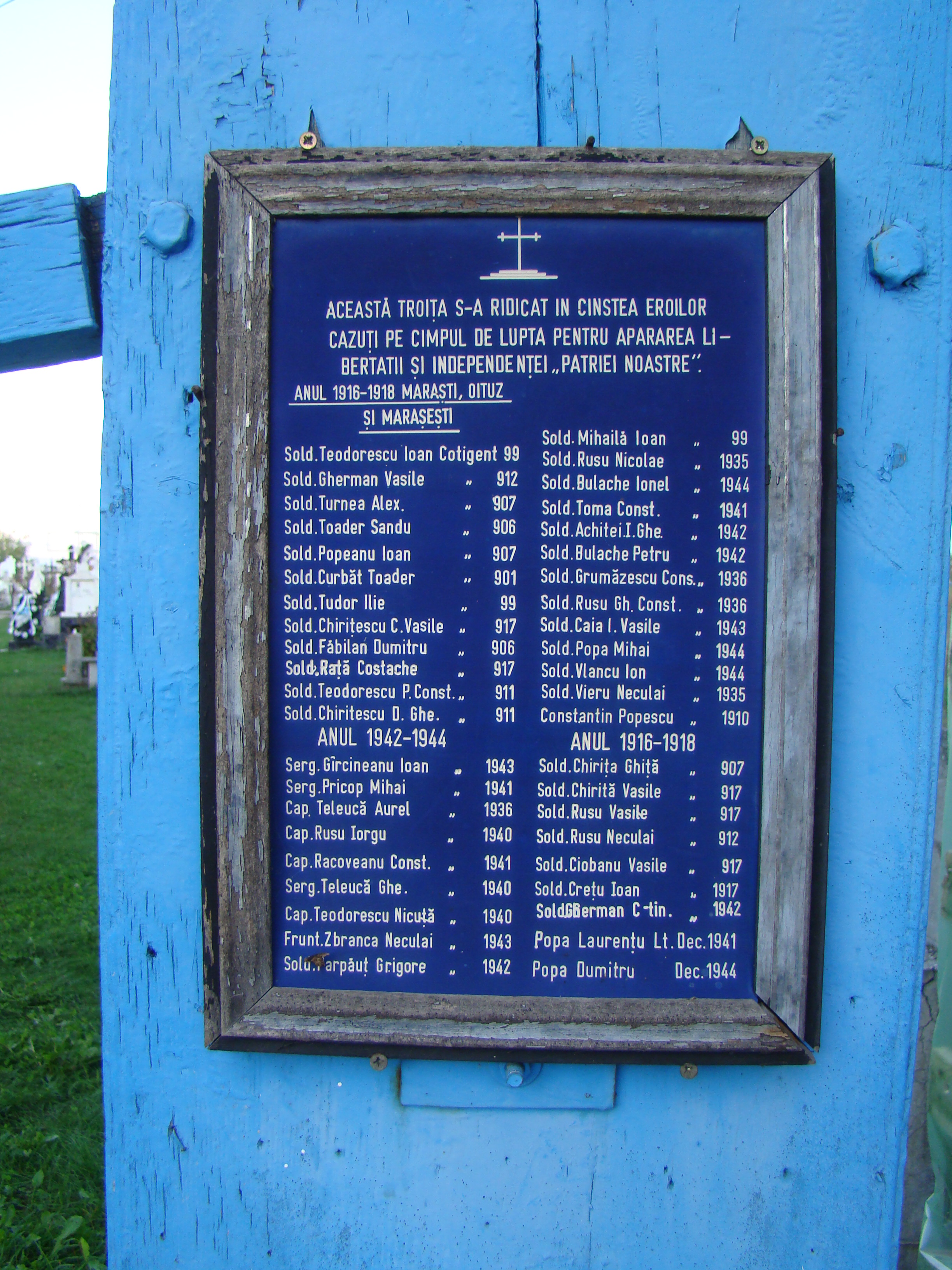
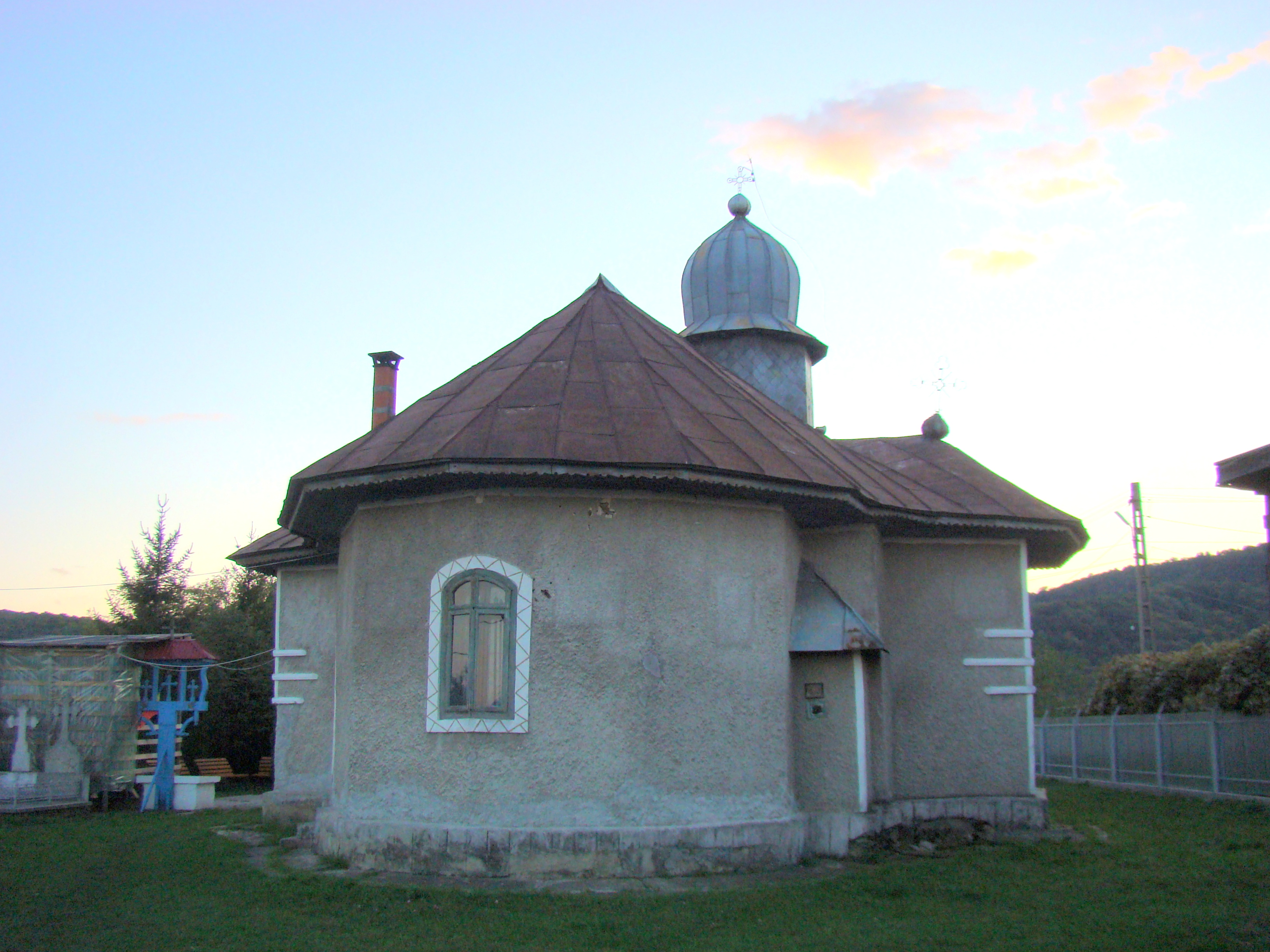
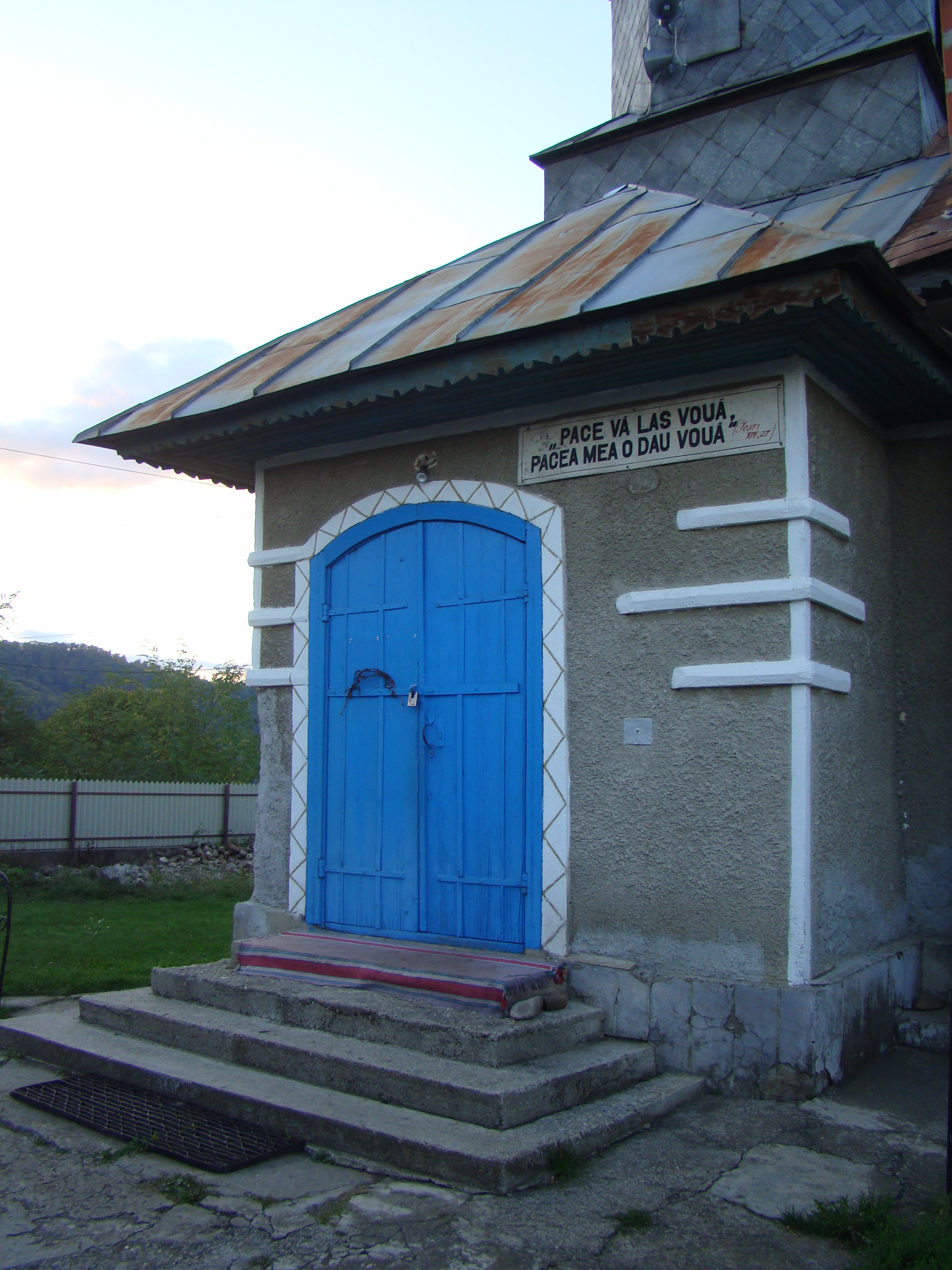
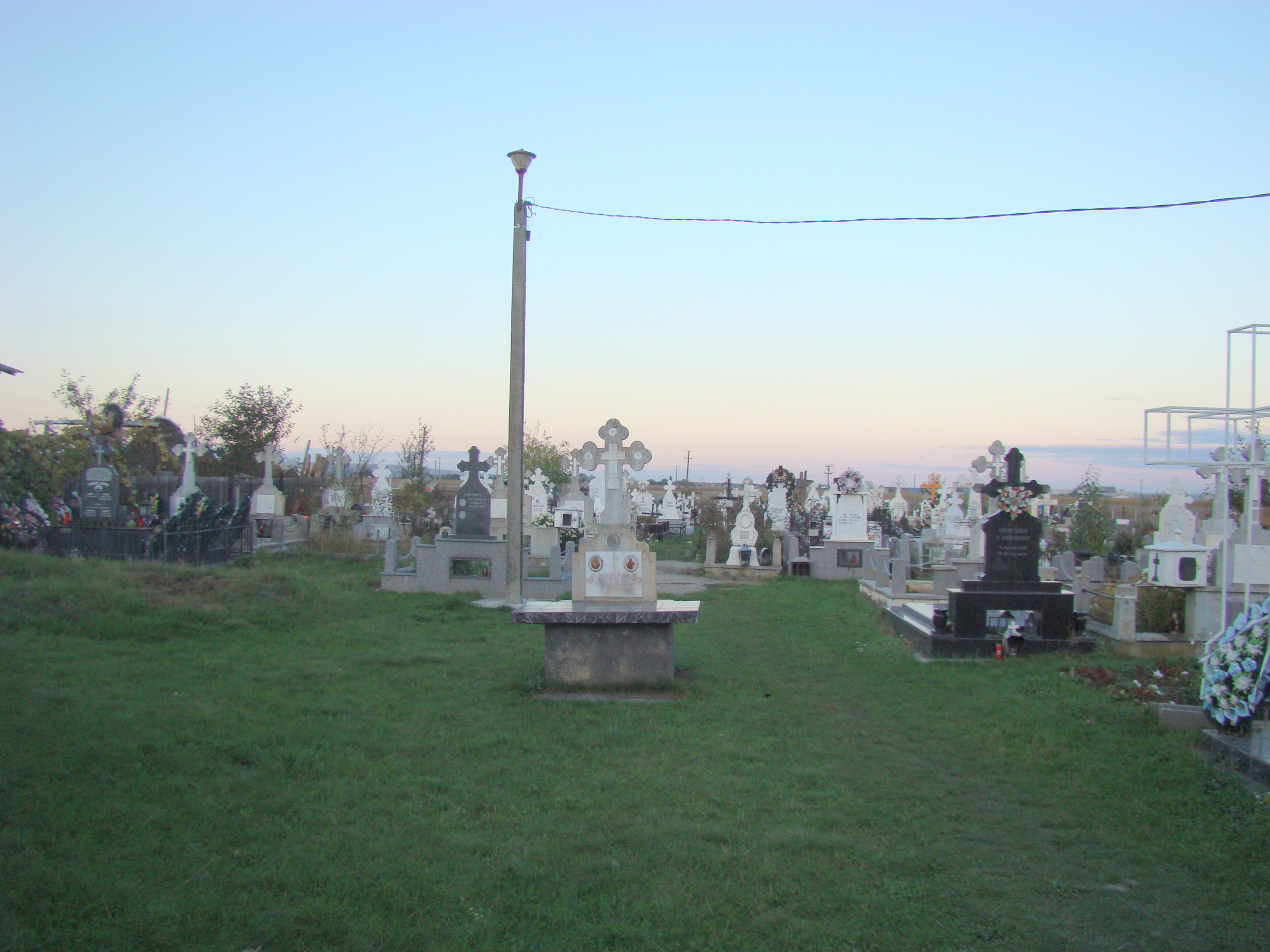
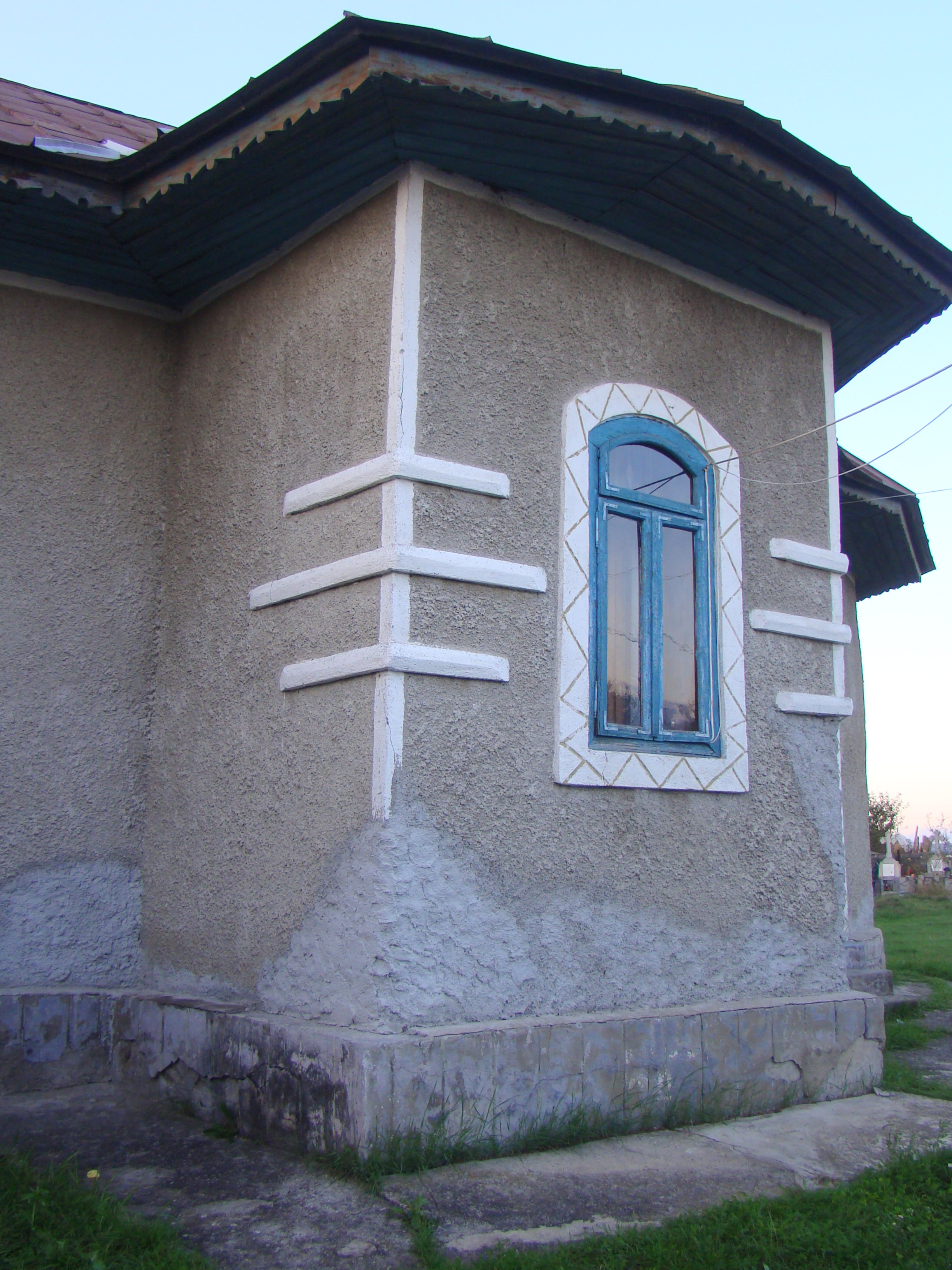
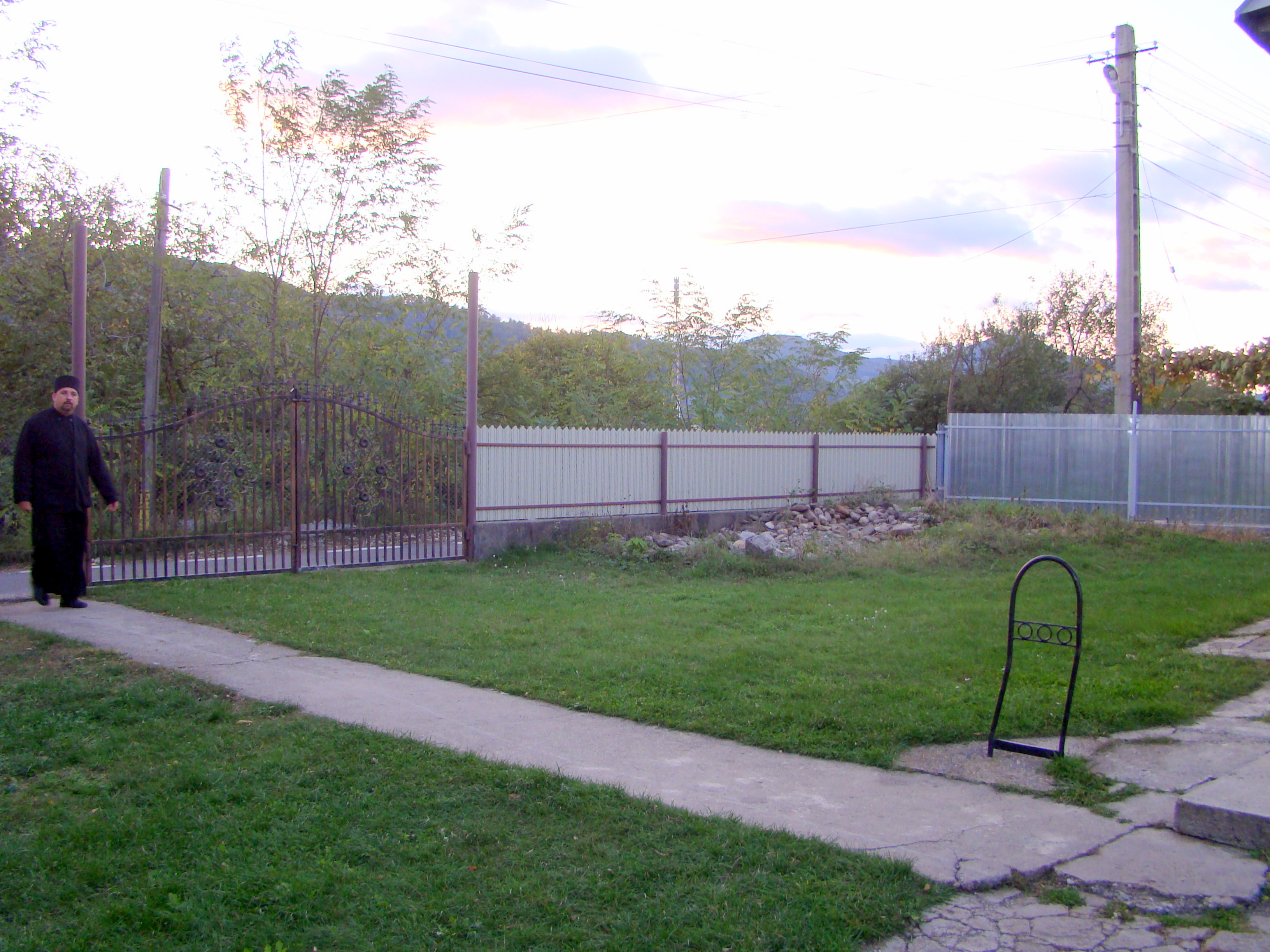
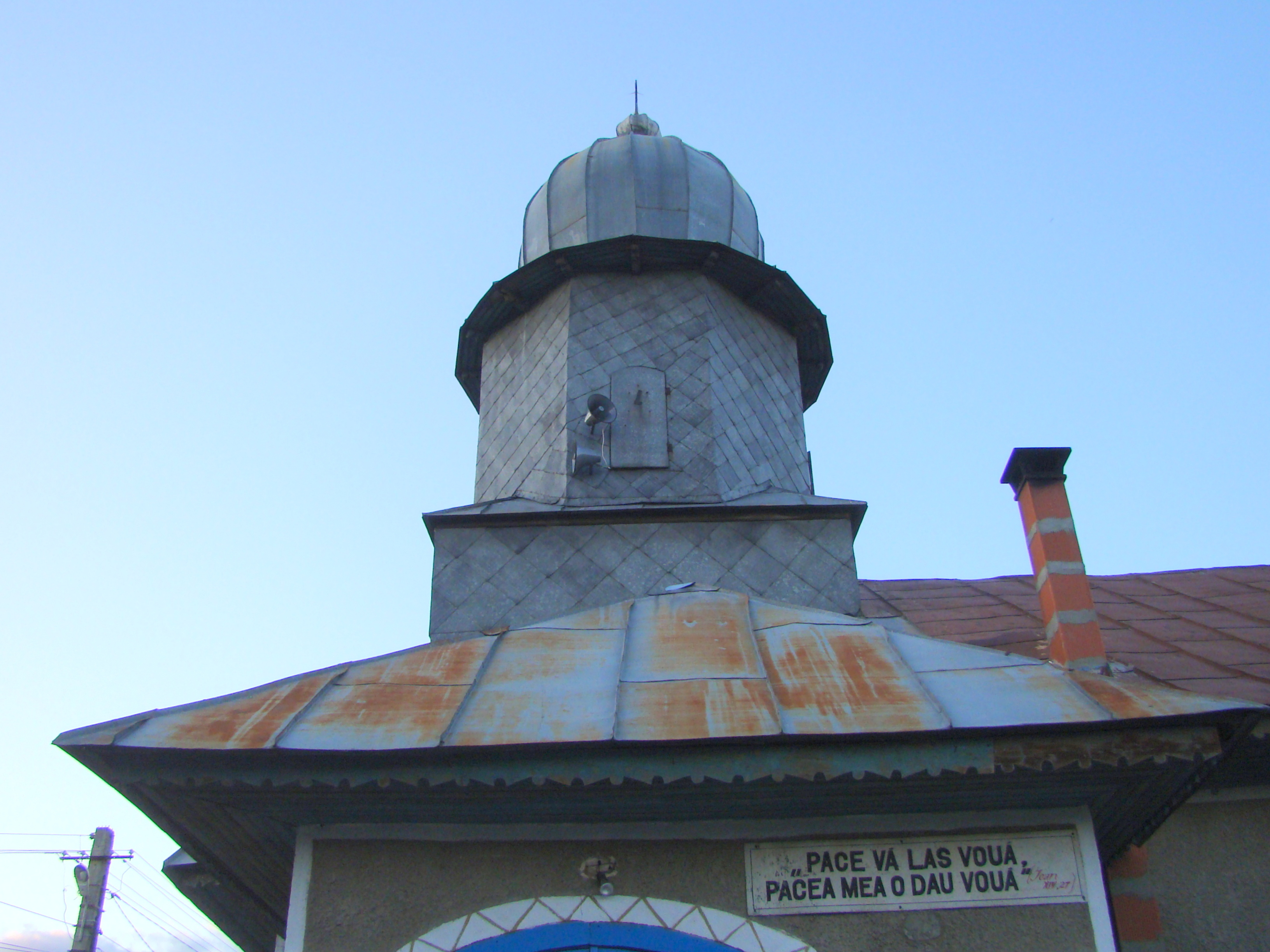
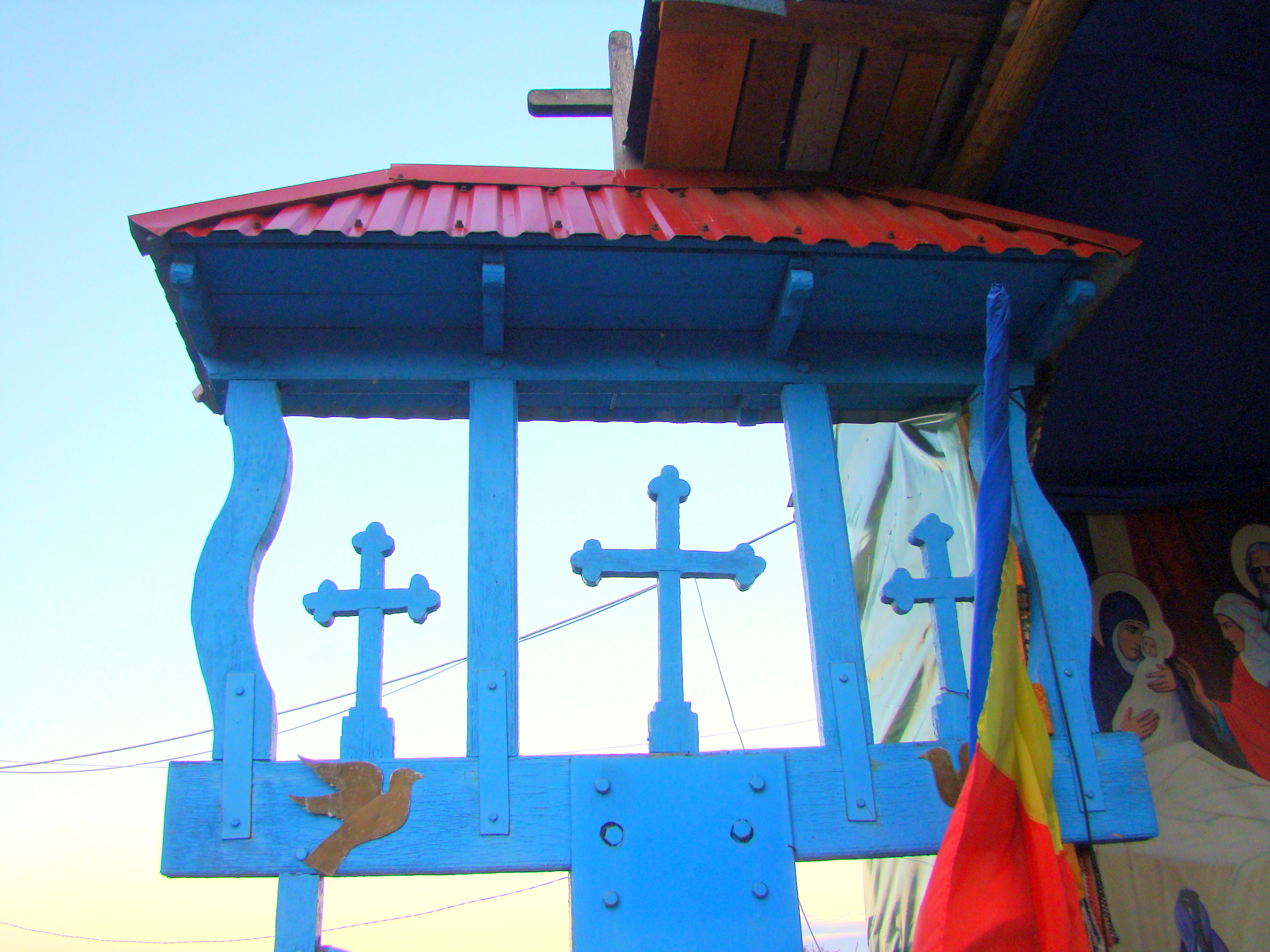
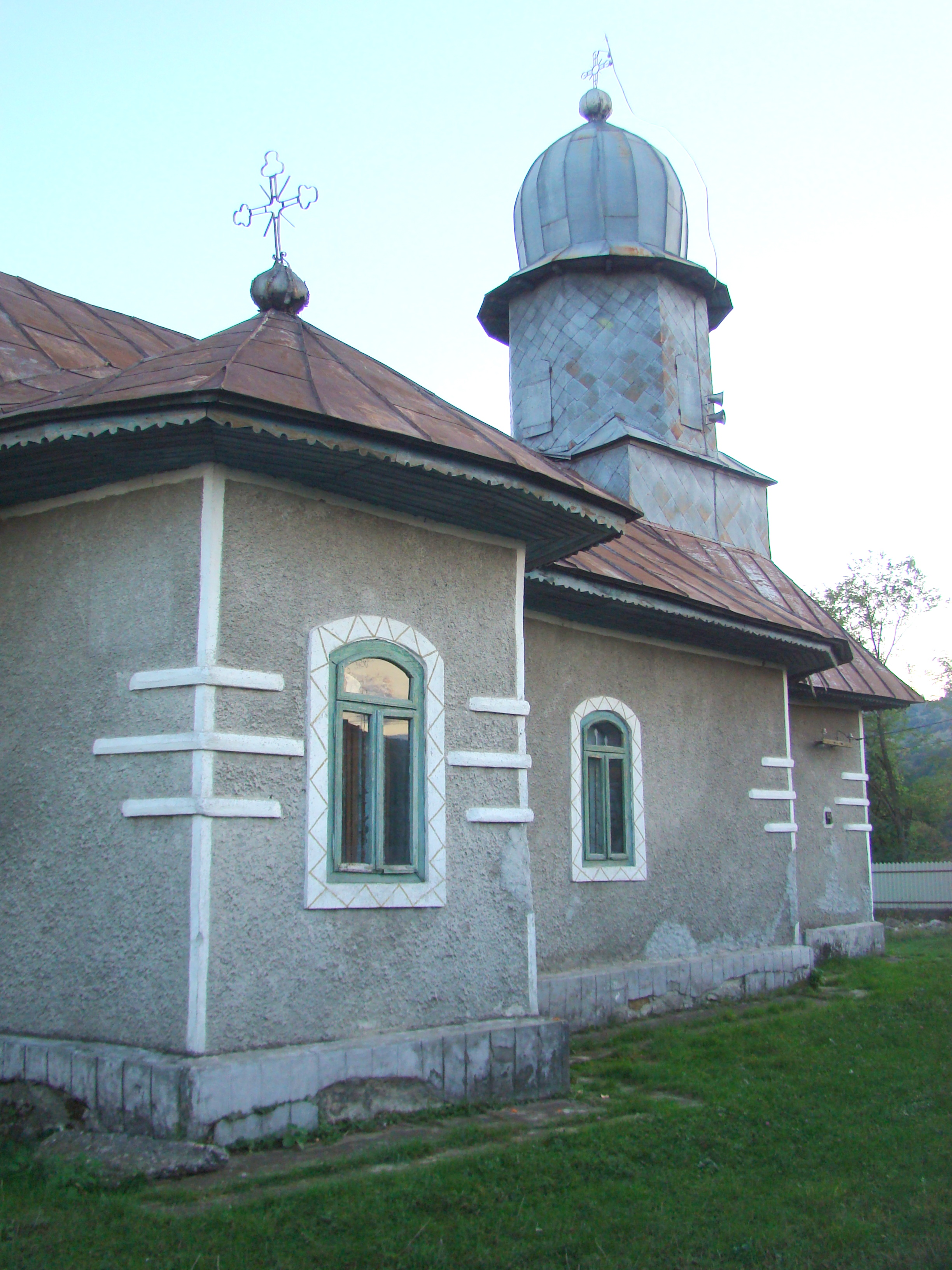
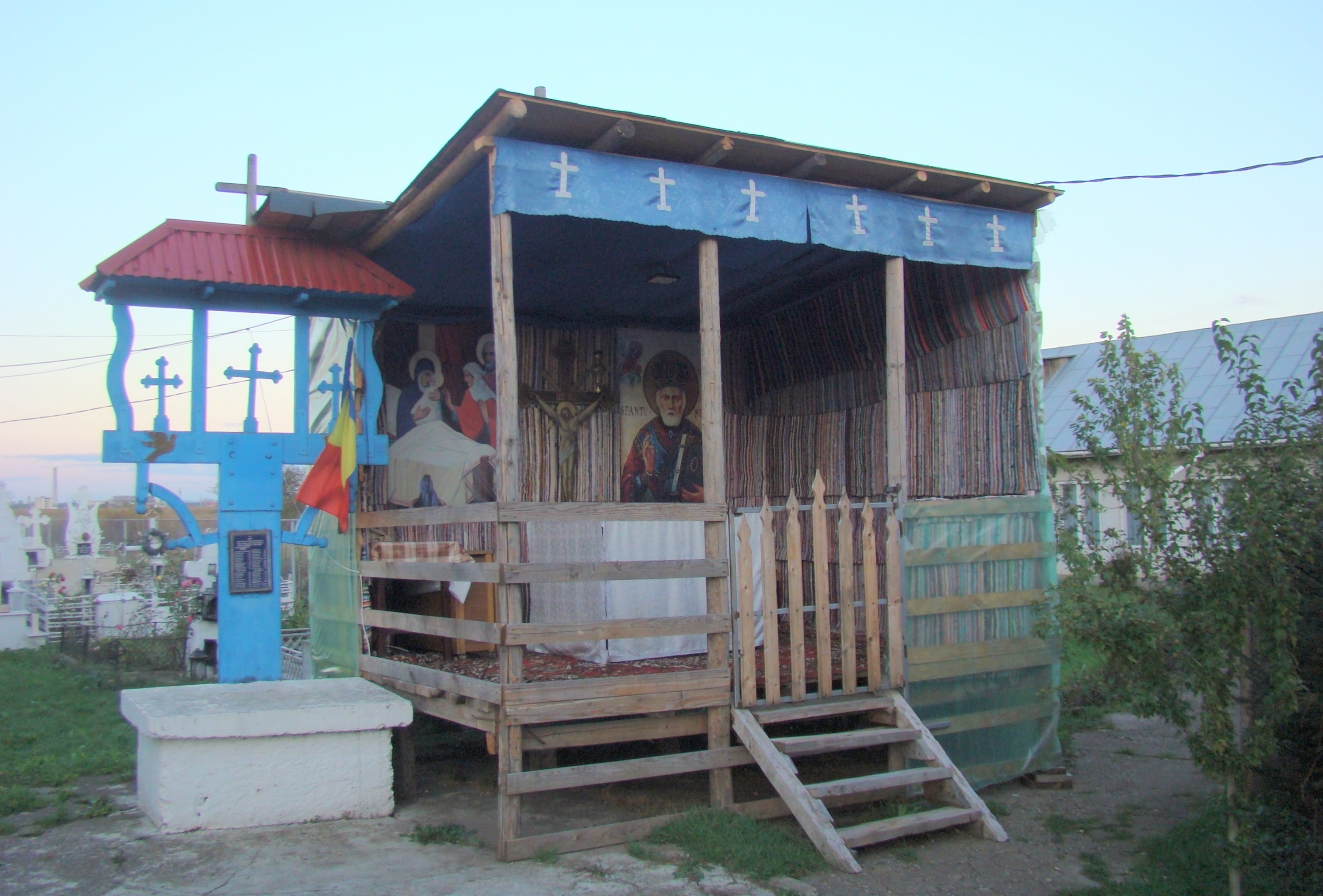

## Vezi și
- Brășăuți, Neamț

## Legături externe
- Fișă de monument

## Imagini din interior

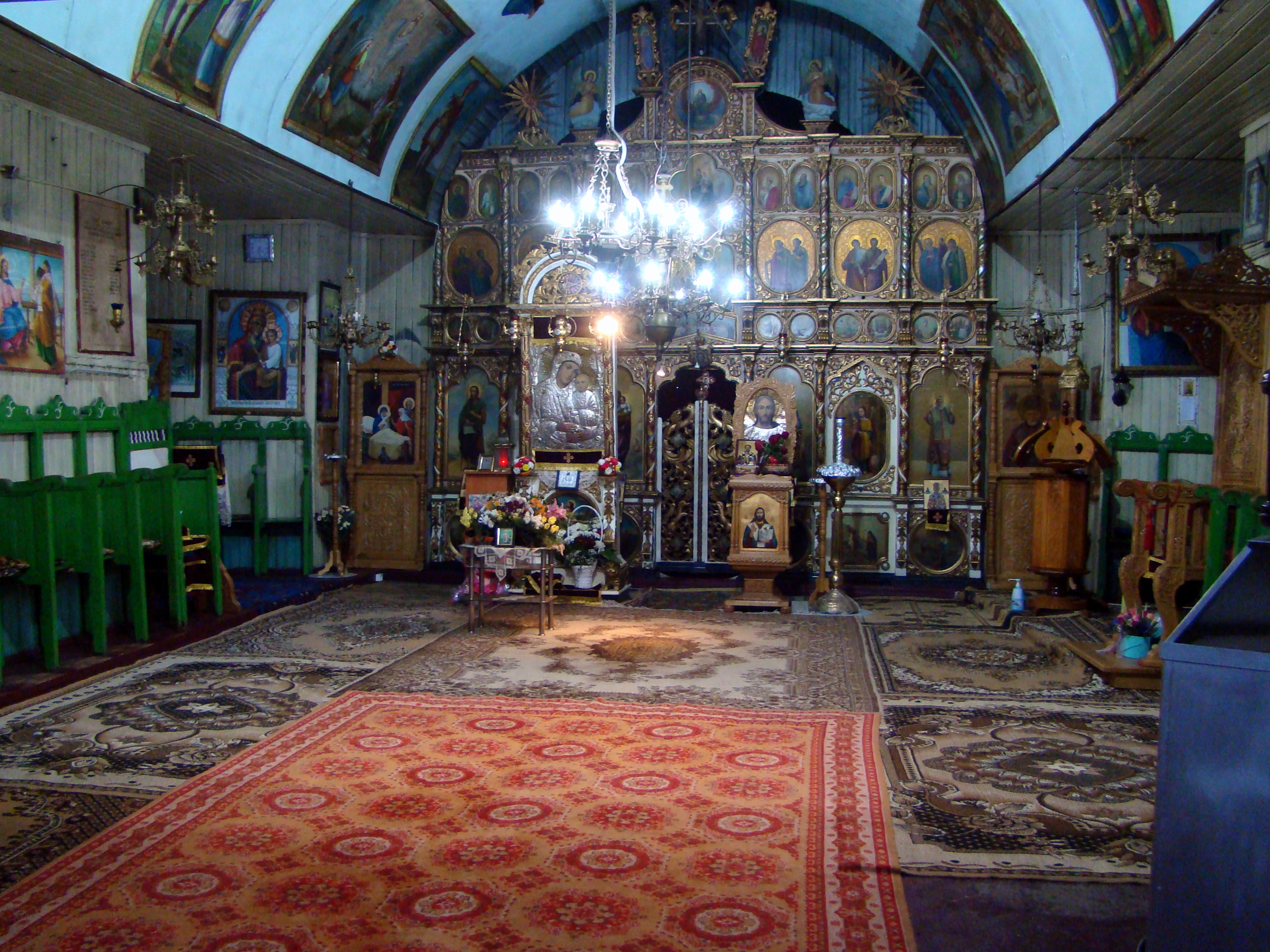
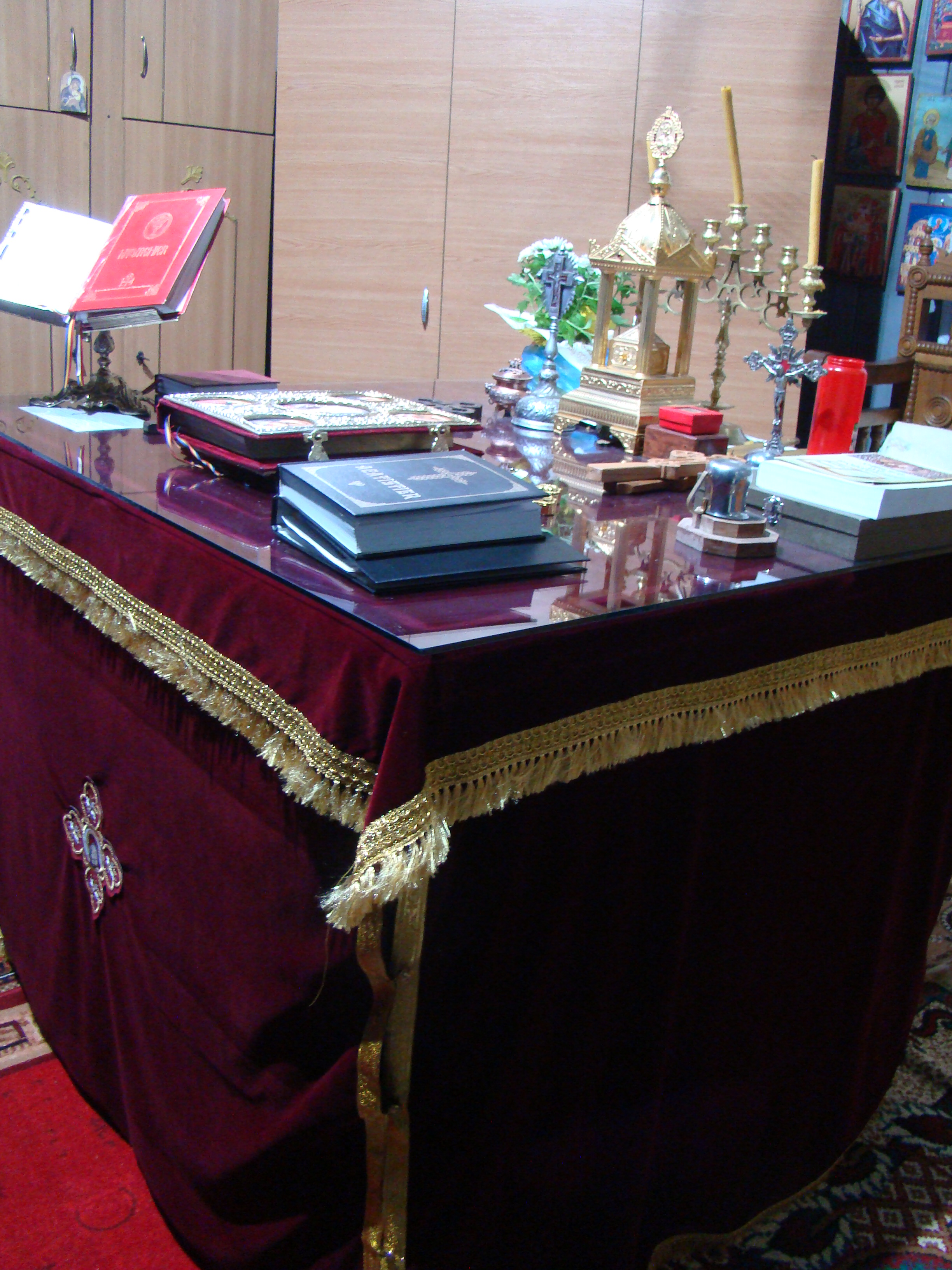
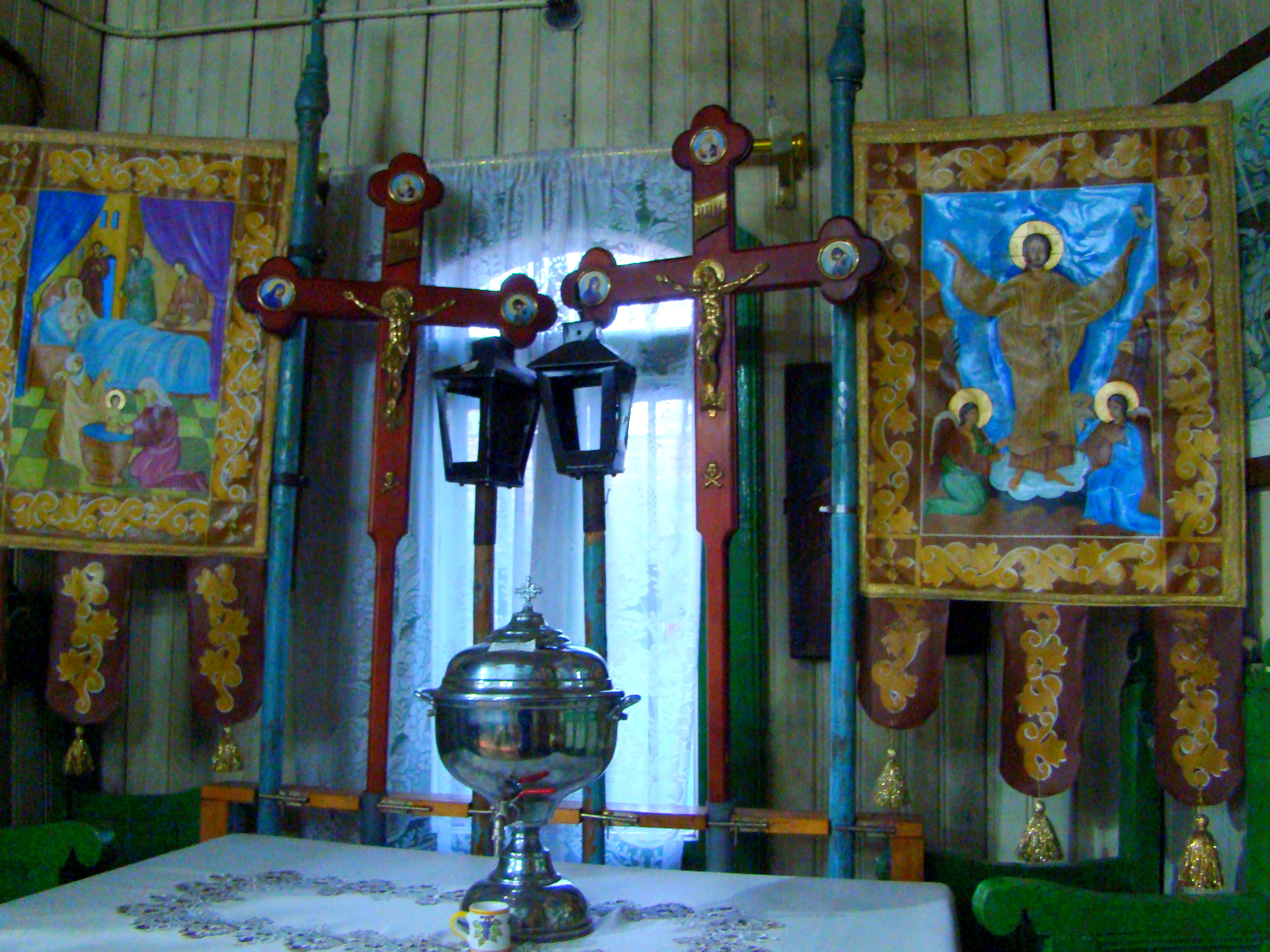
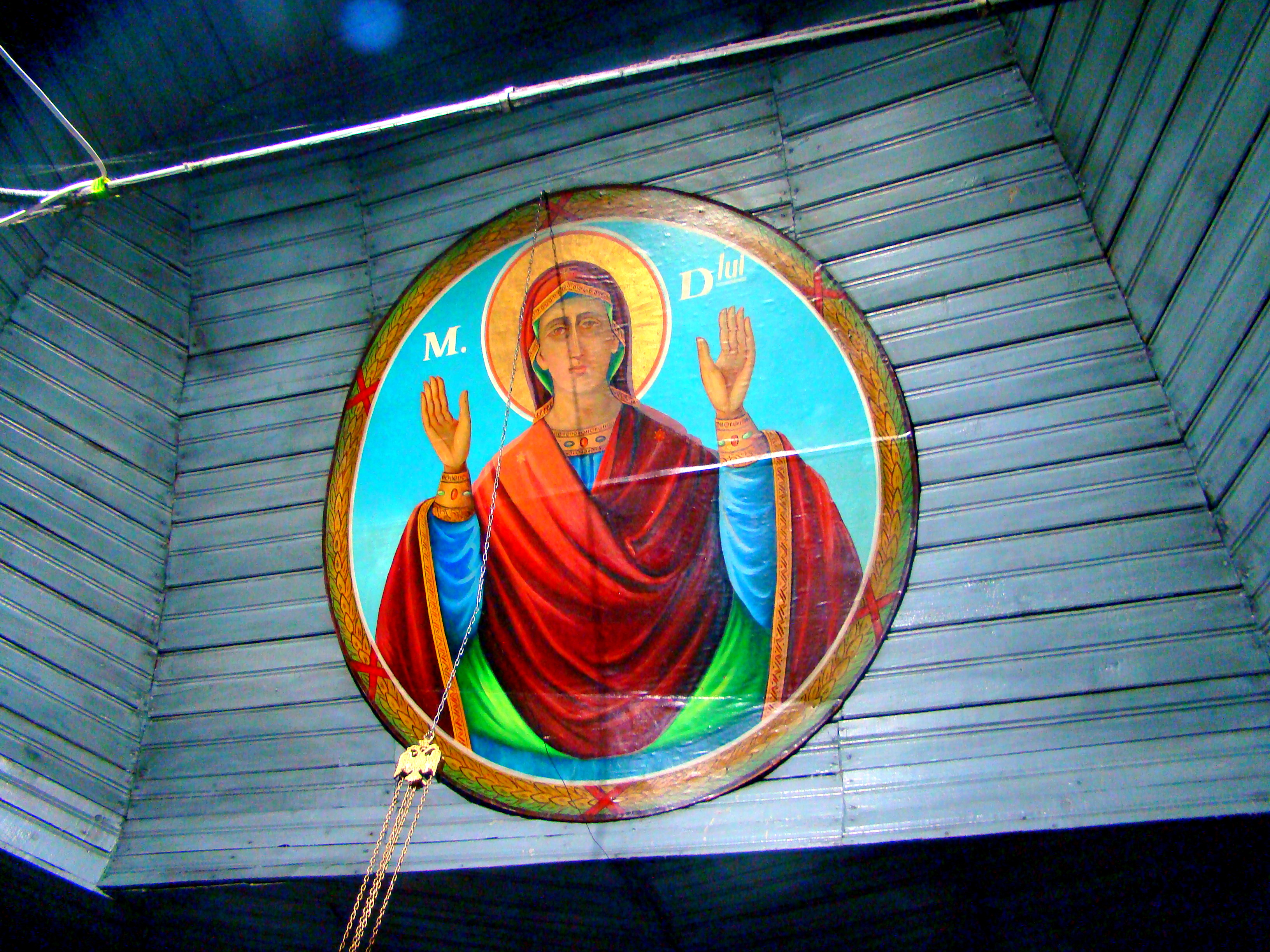
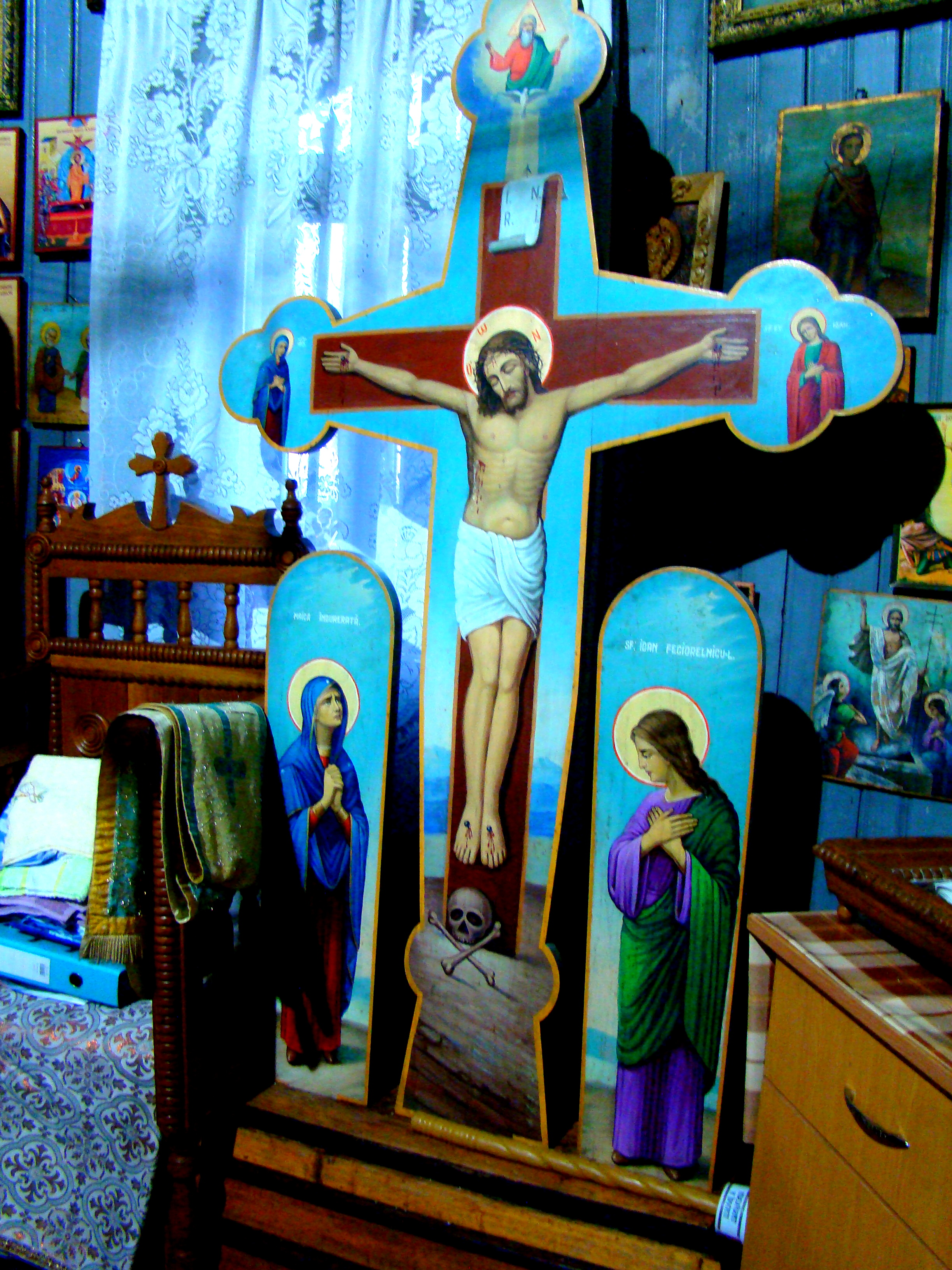
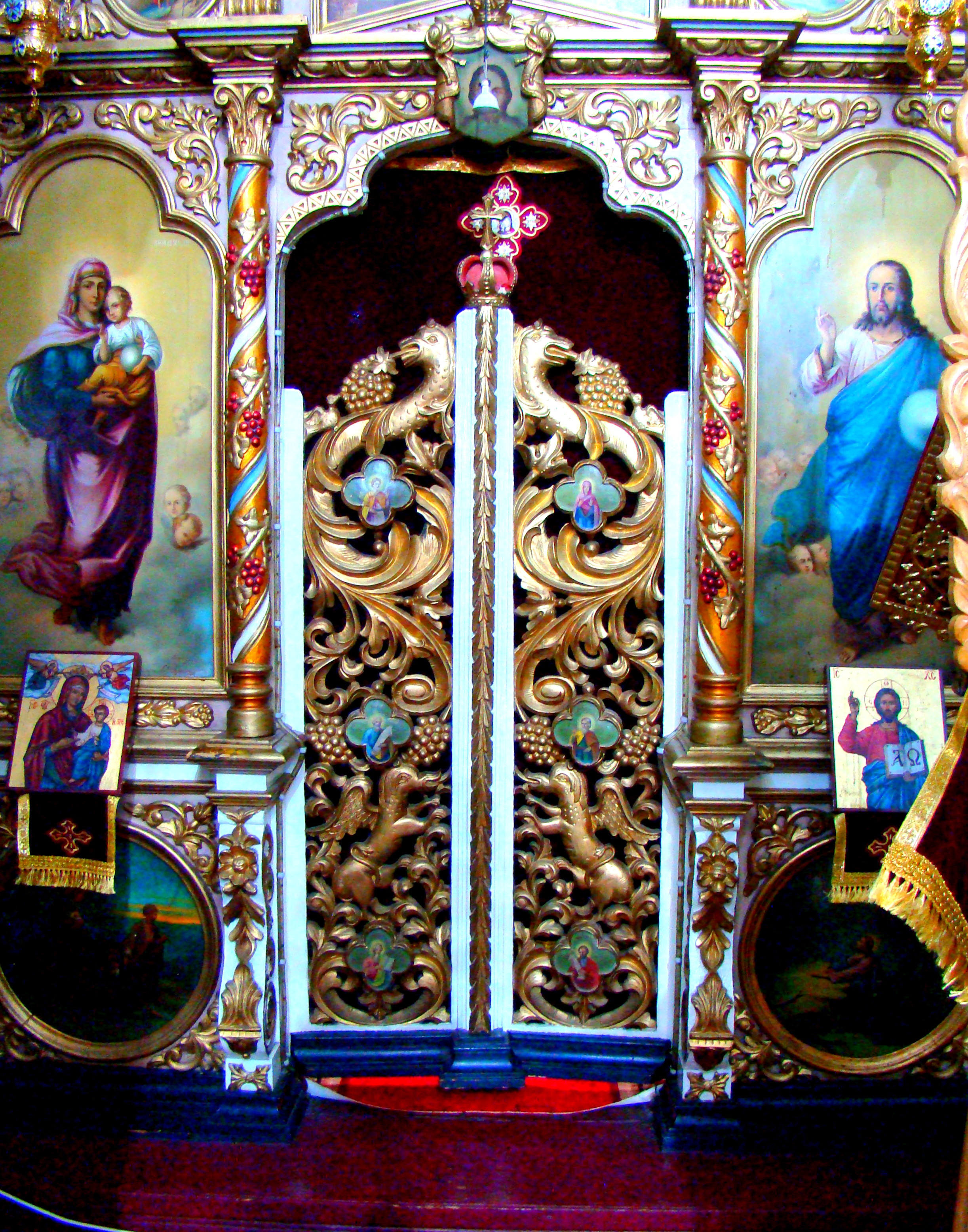
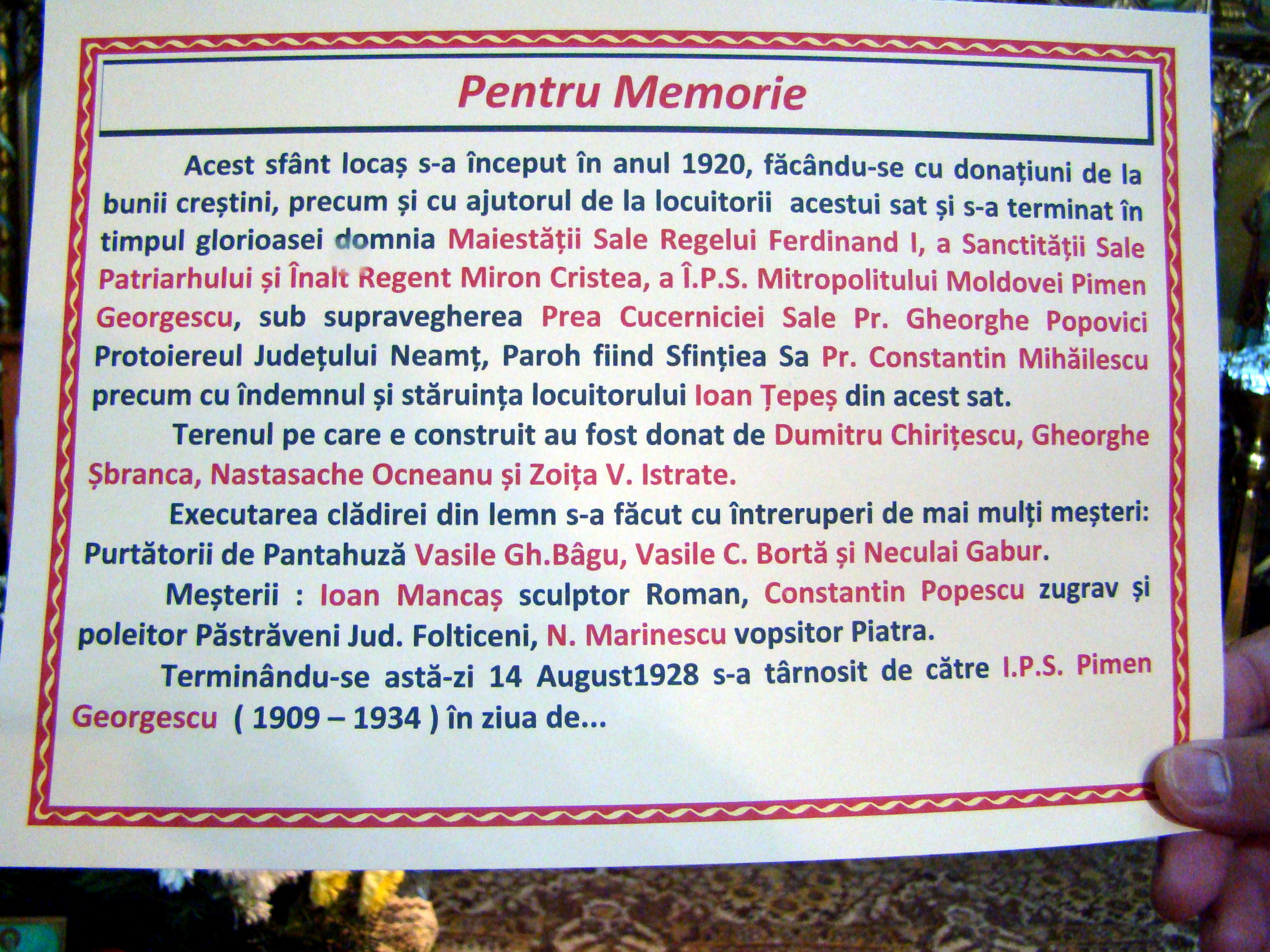
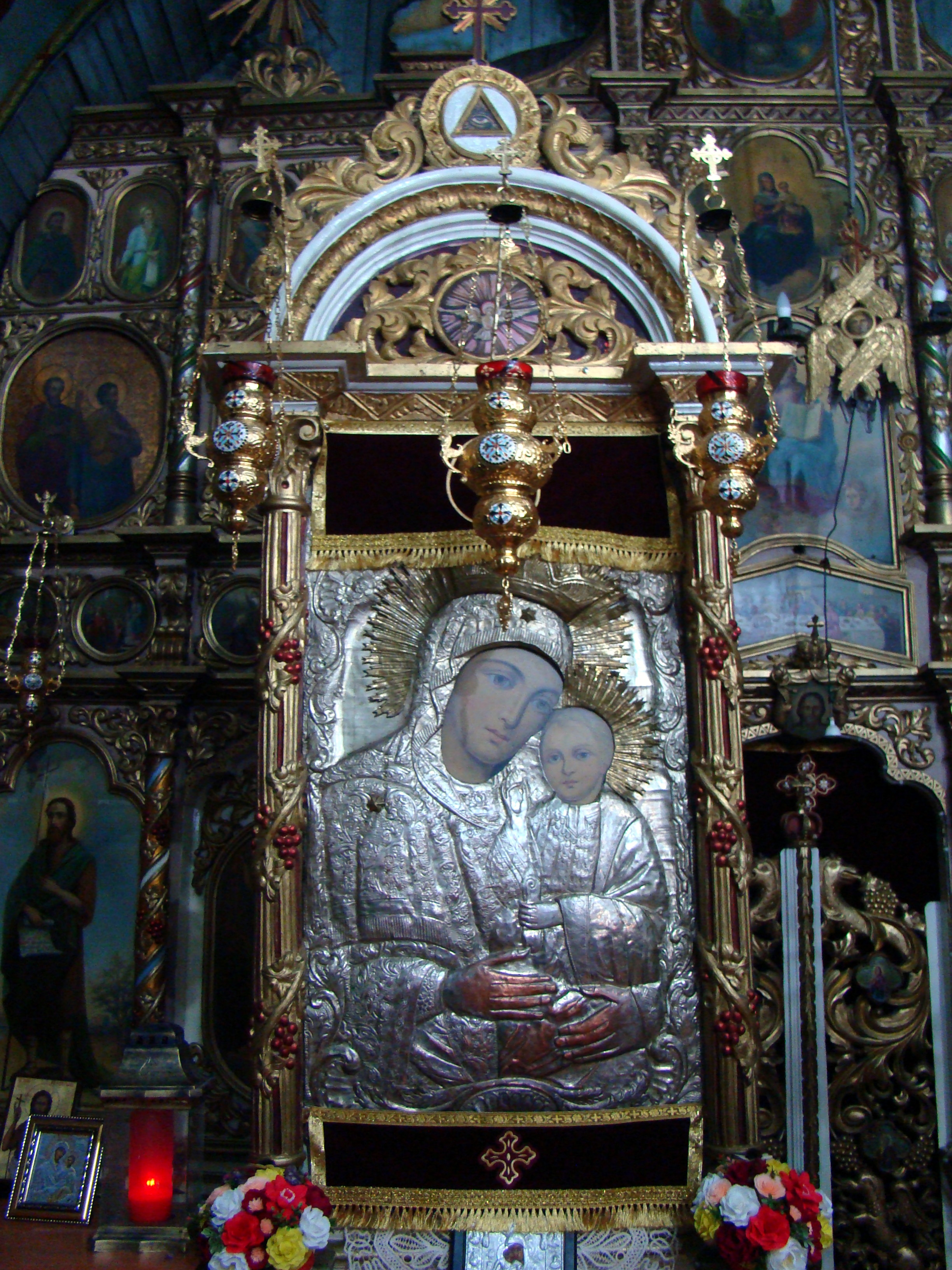
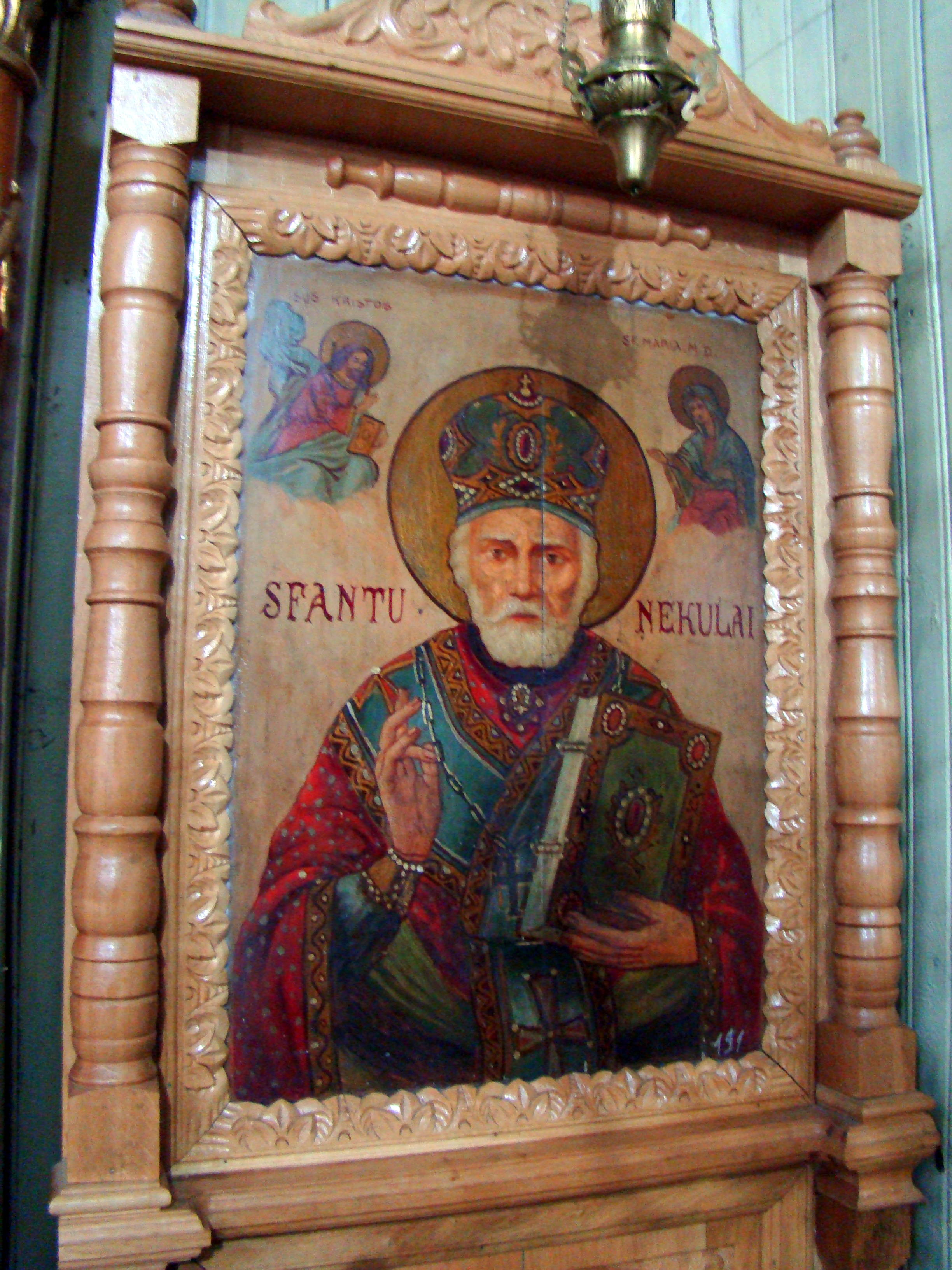
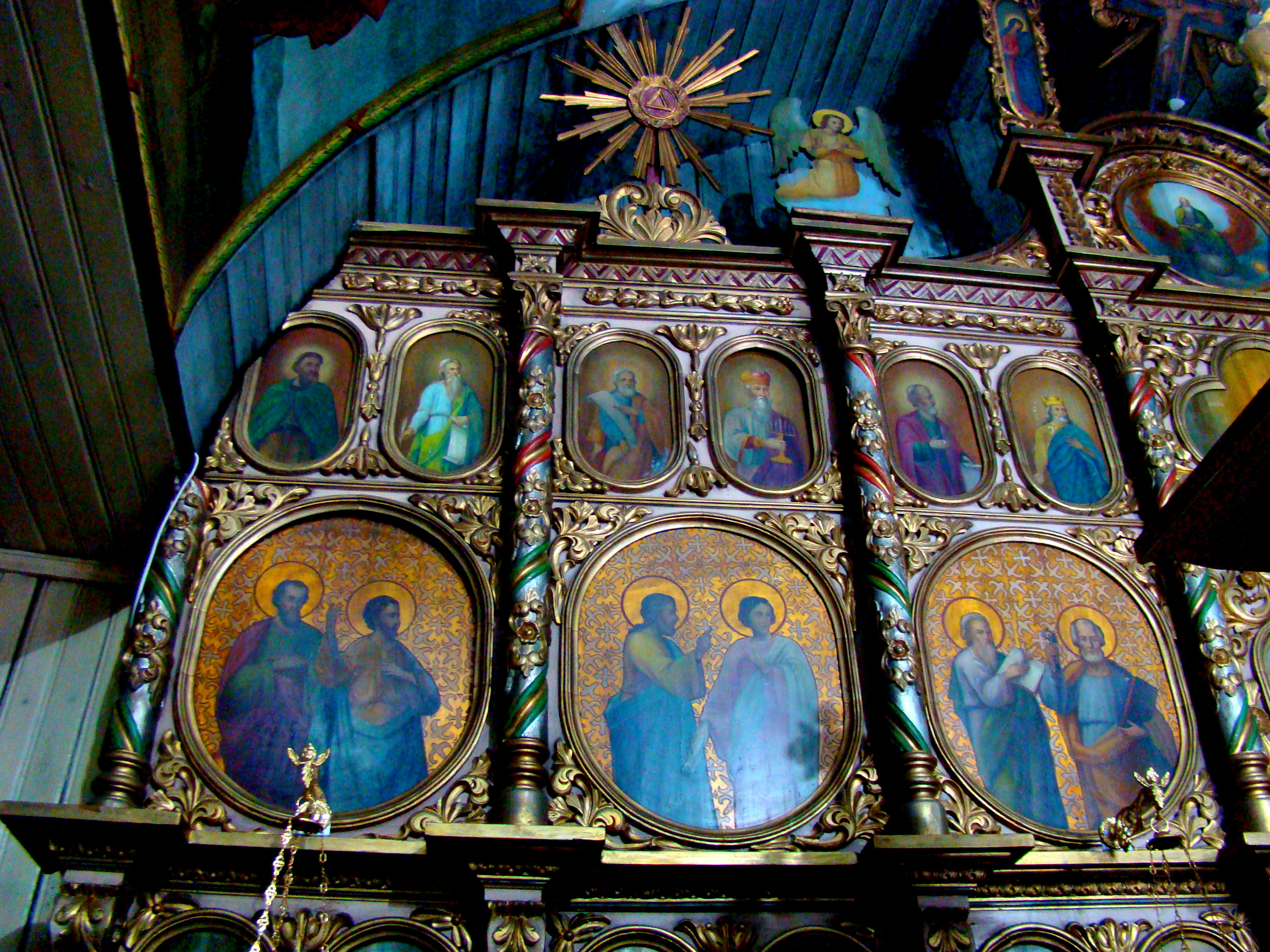
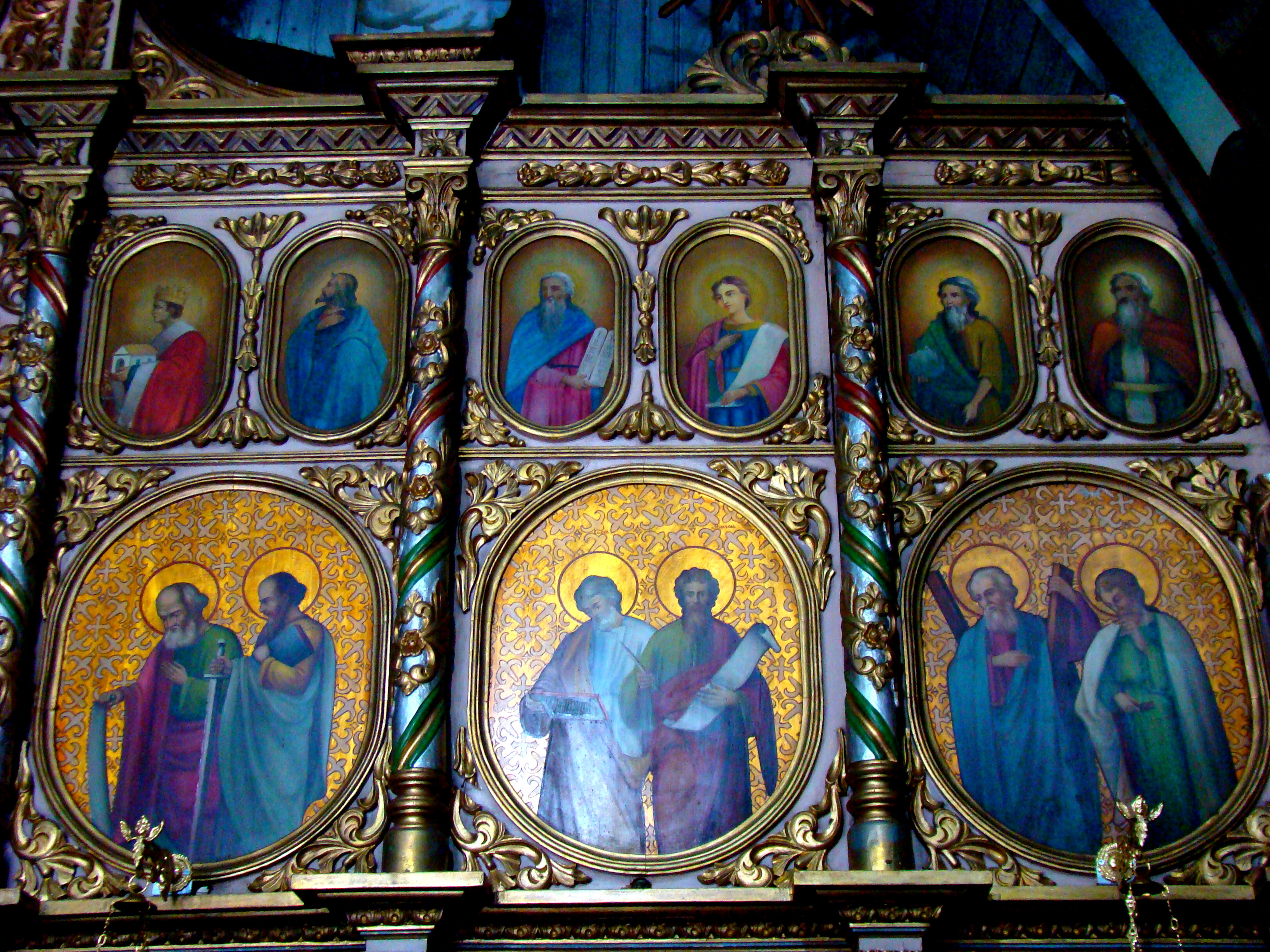
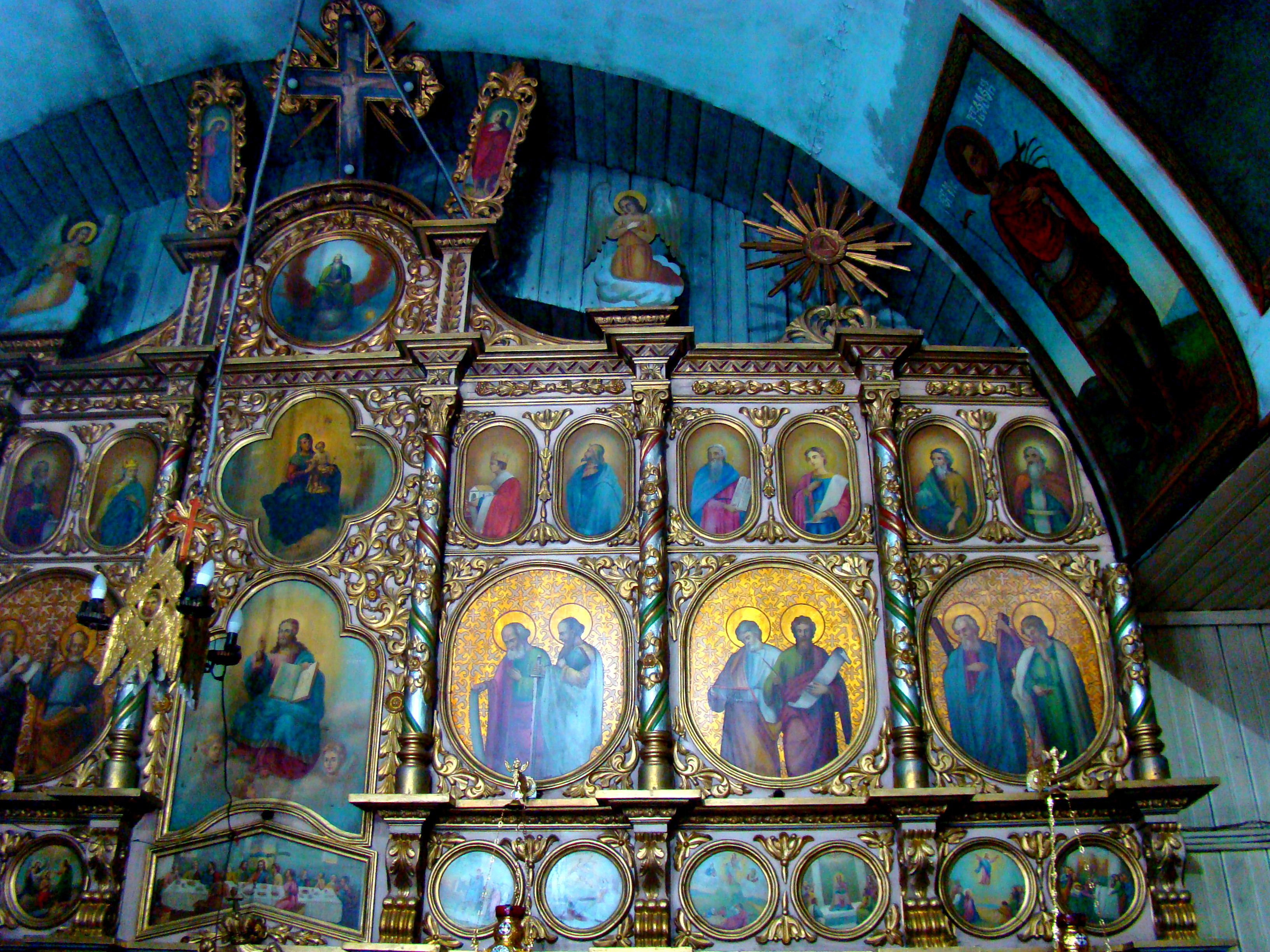
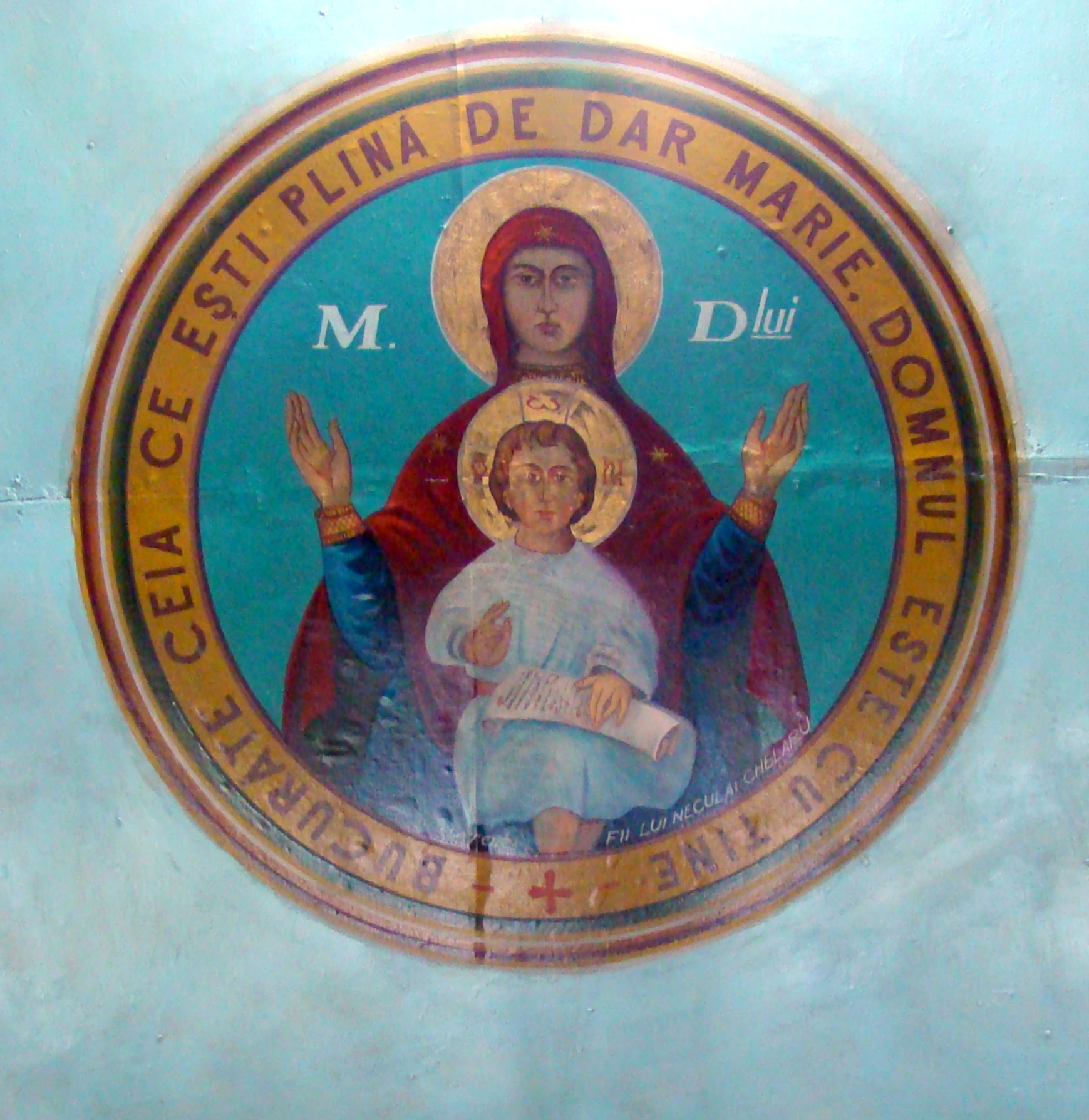
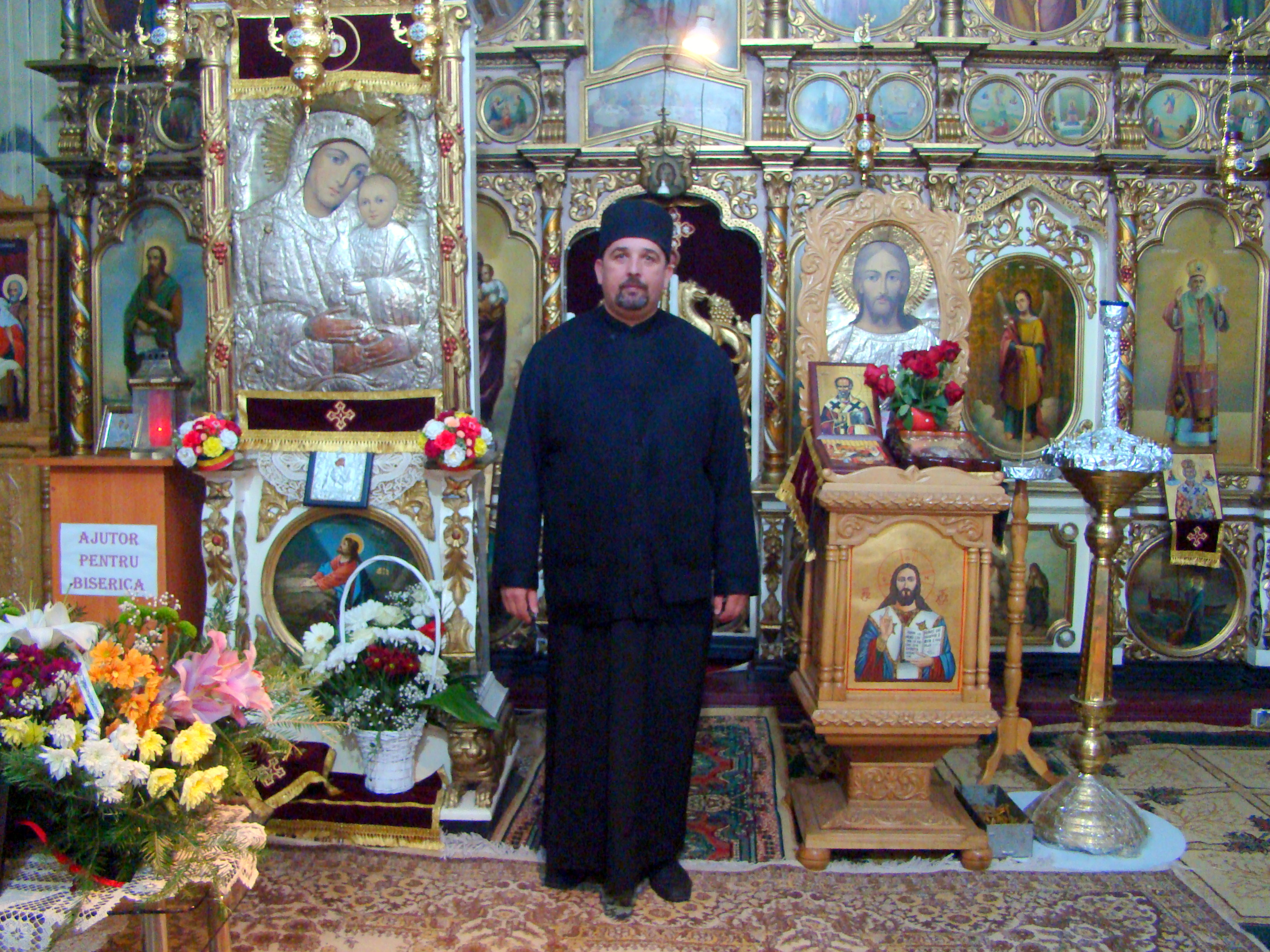
preotul paroh Viorel Gabriel Donici
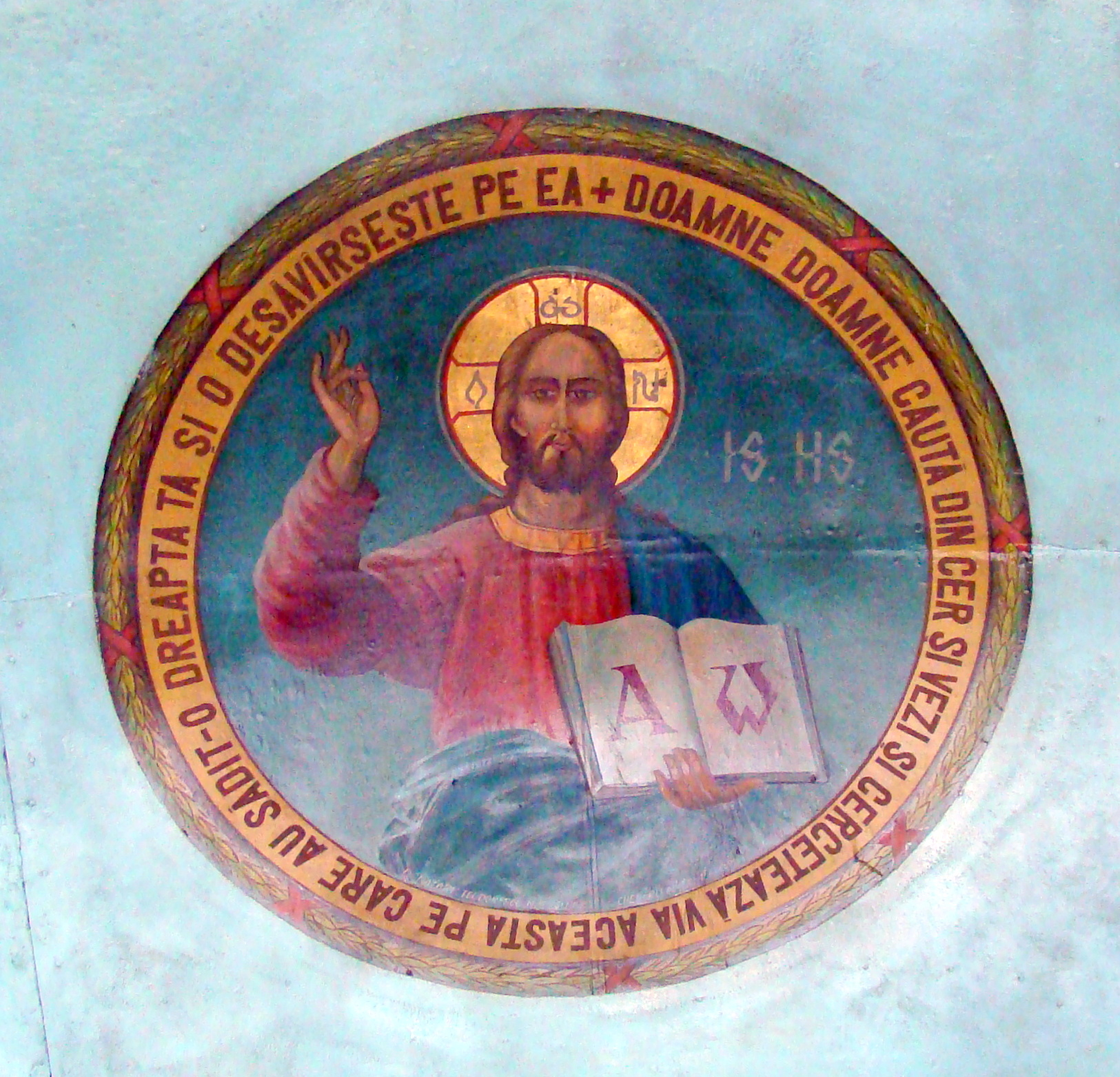
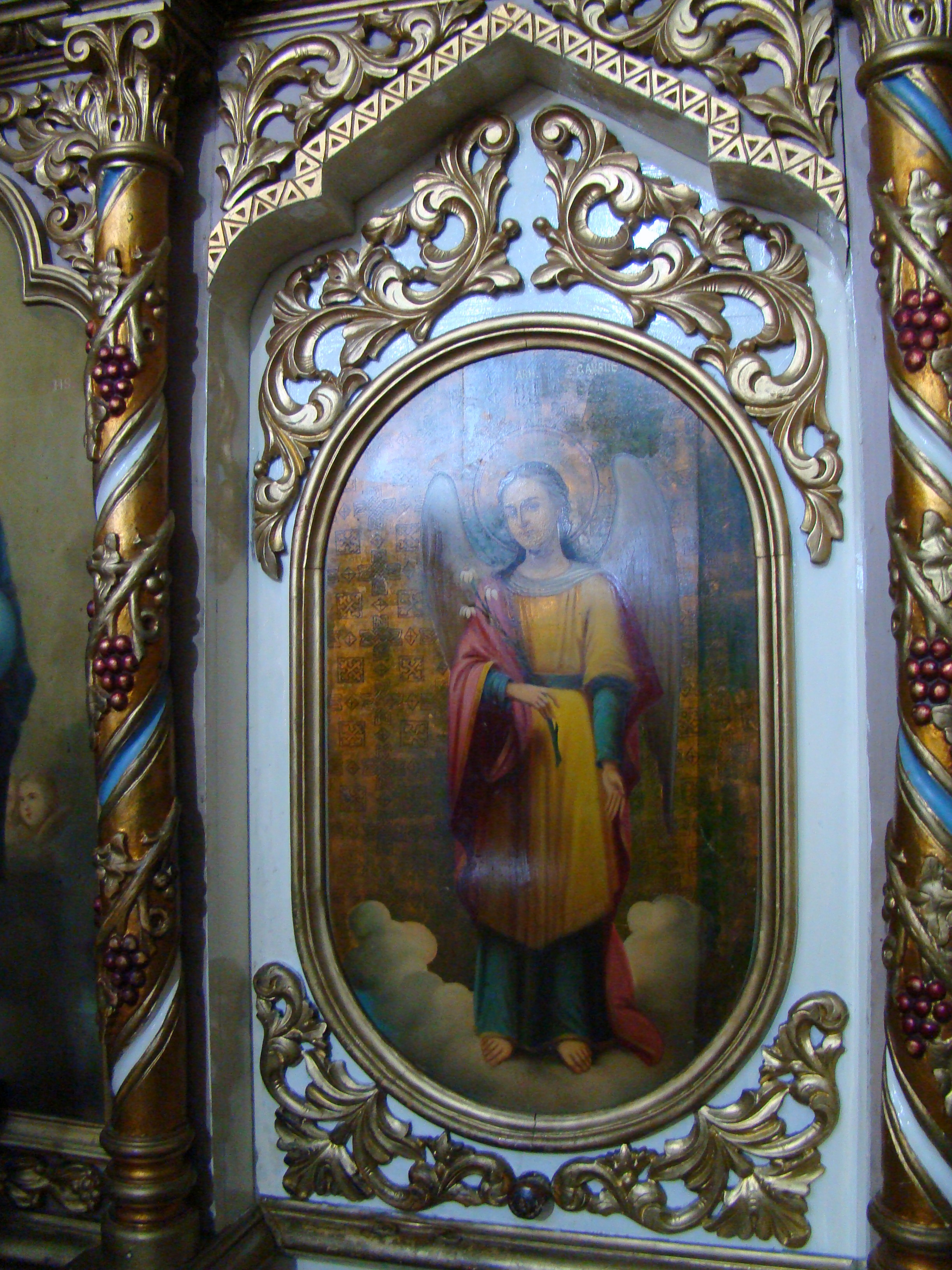
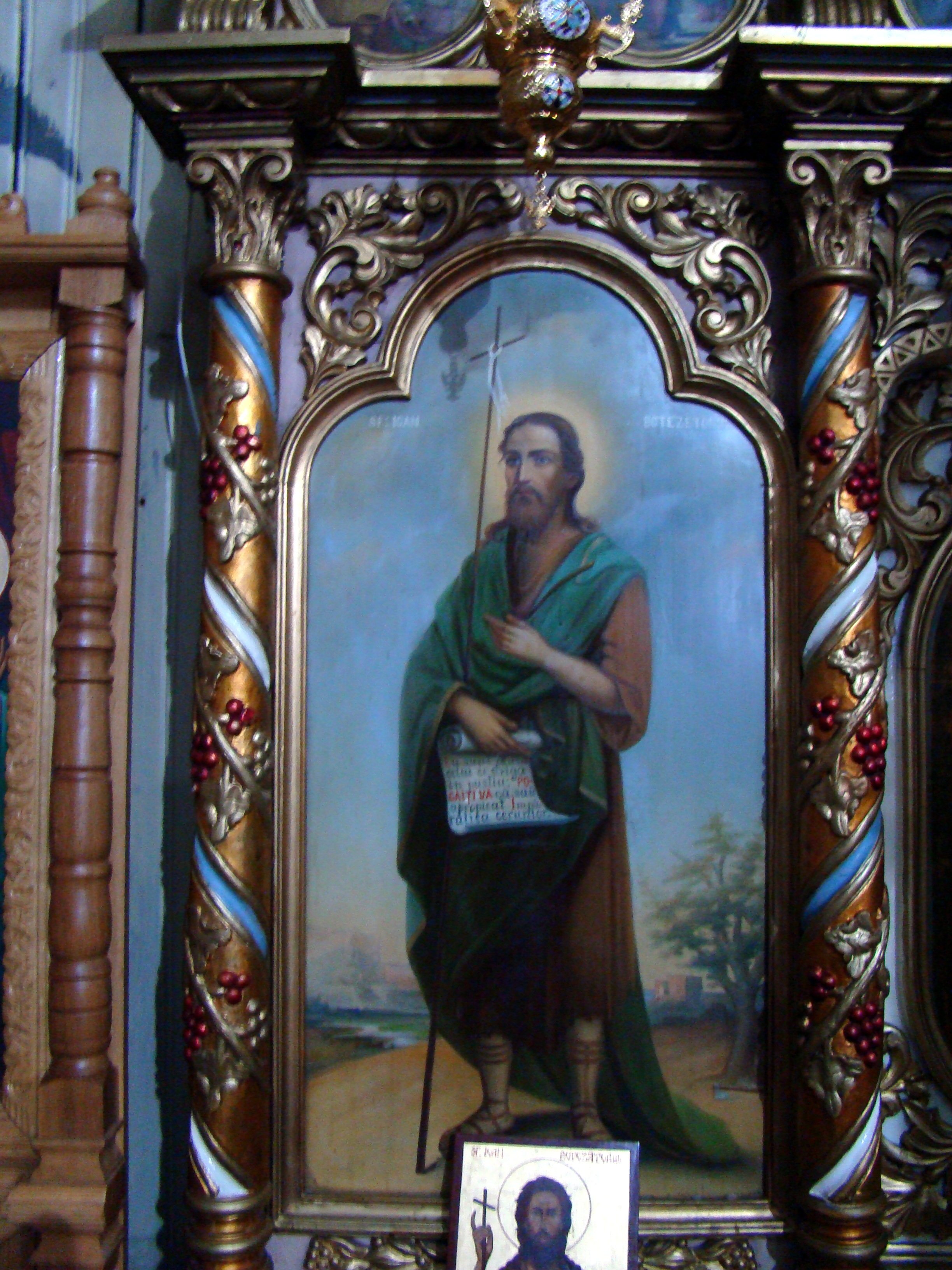
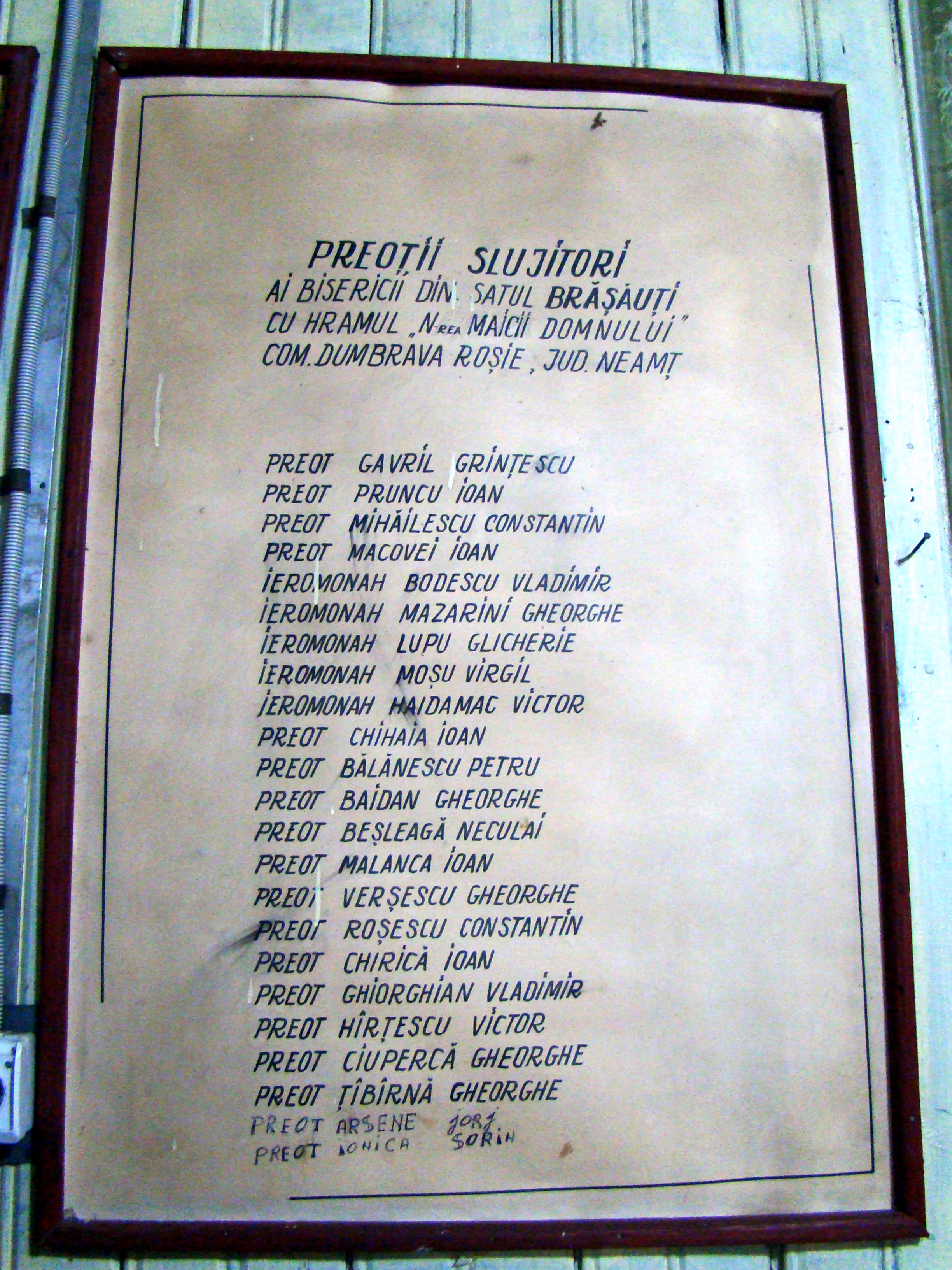
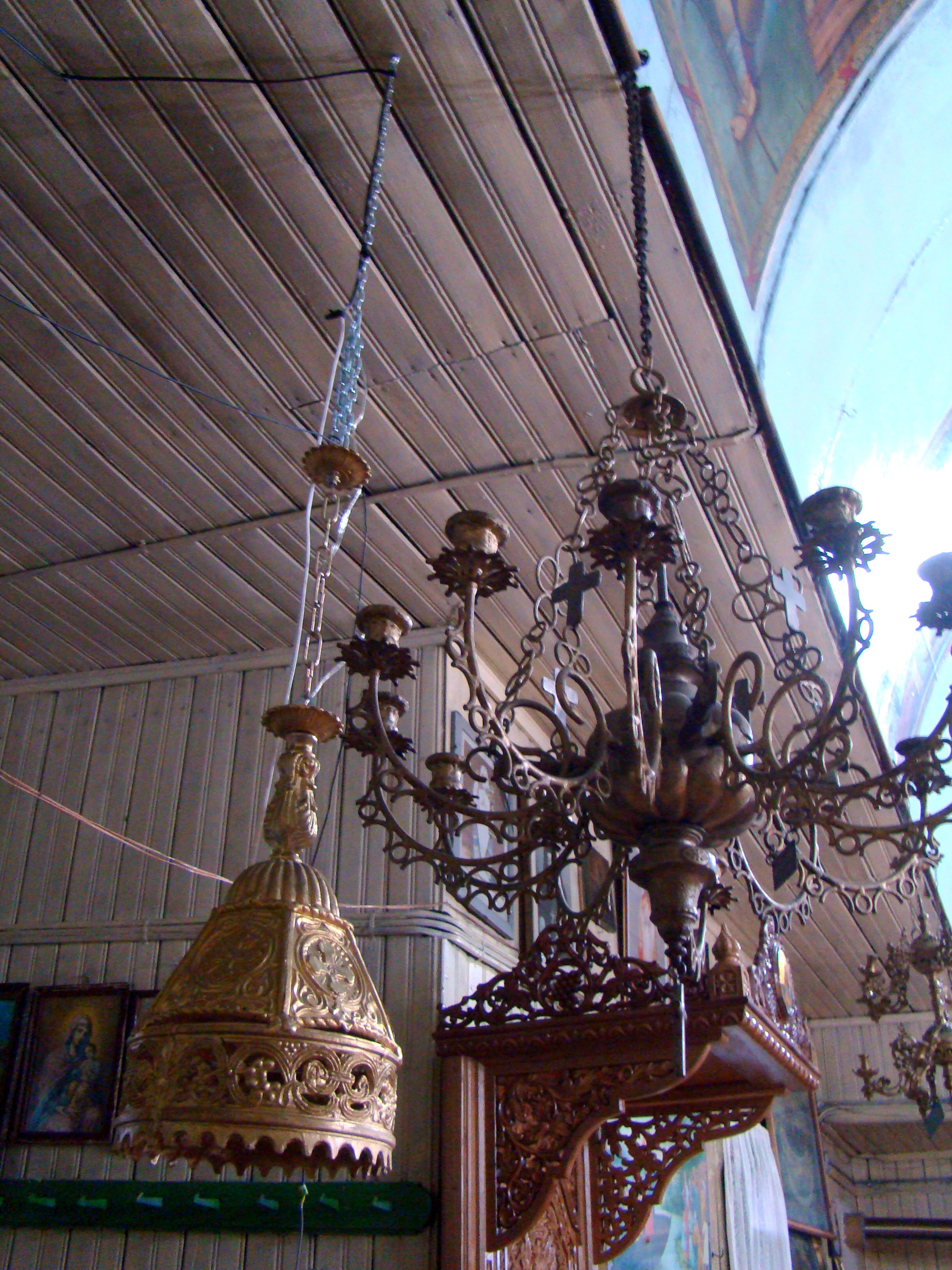
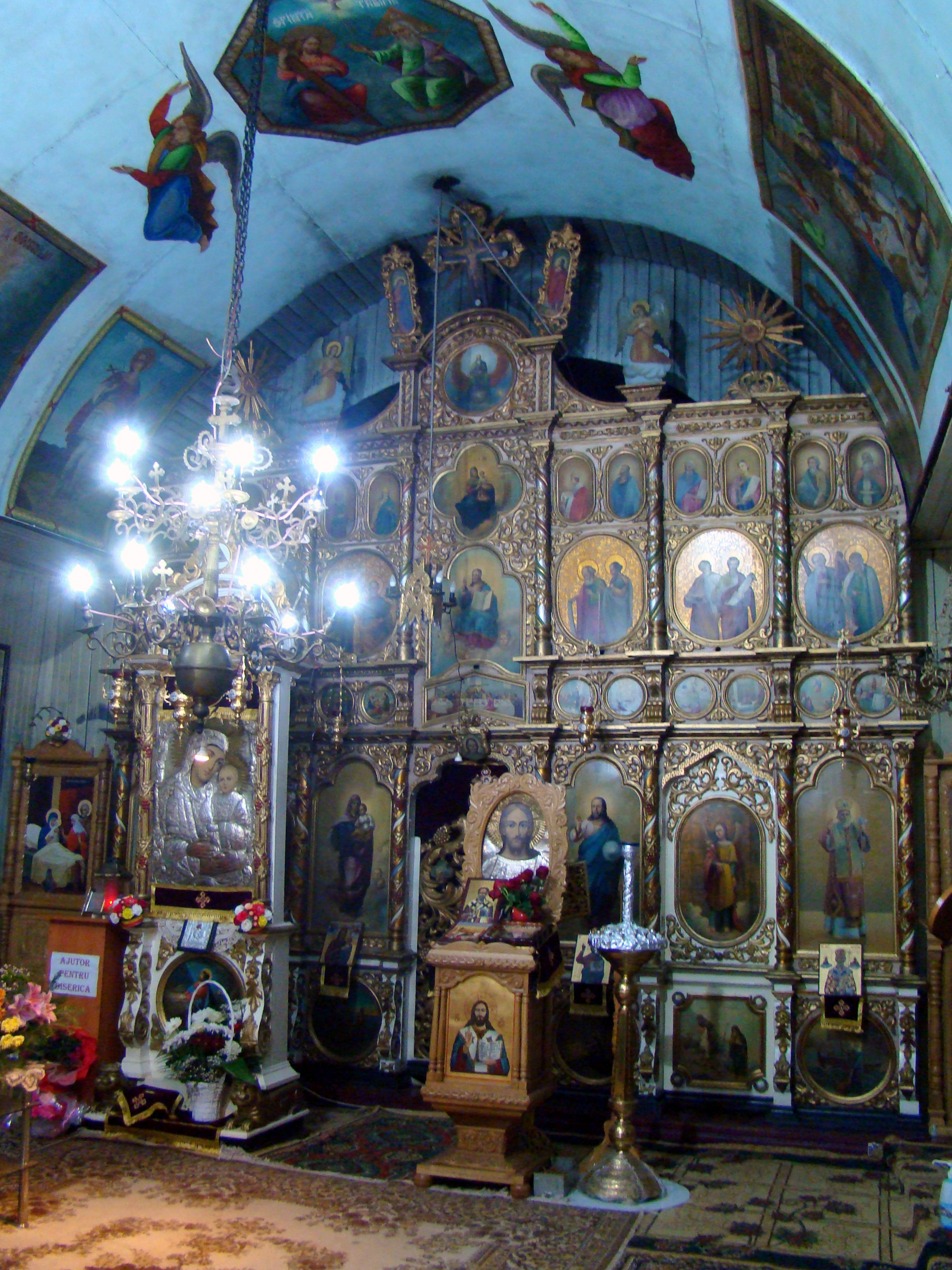
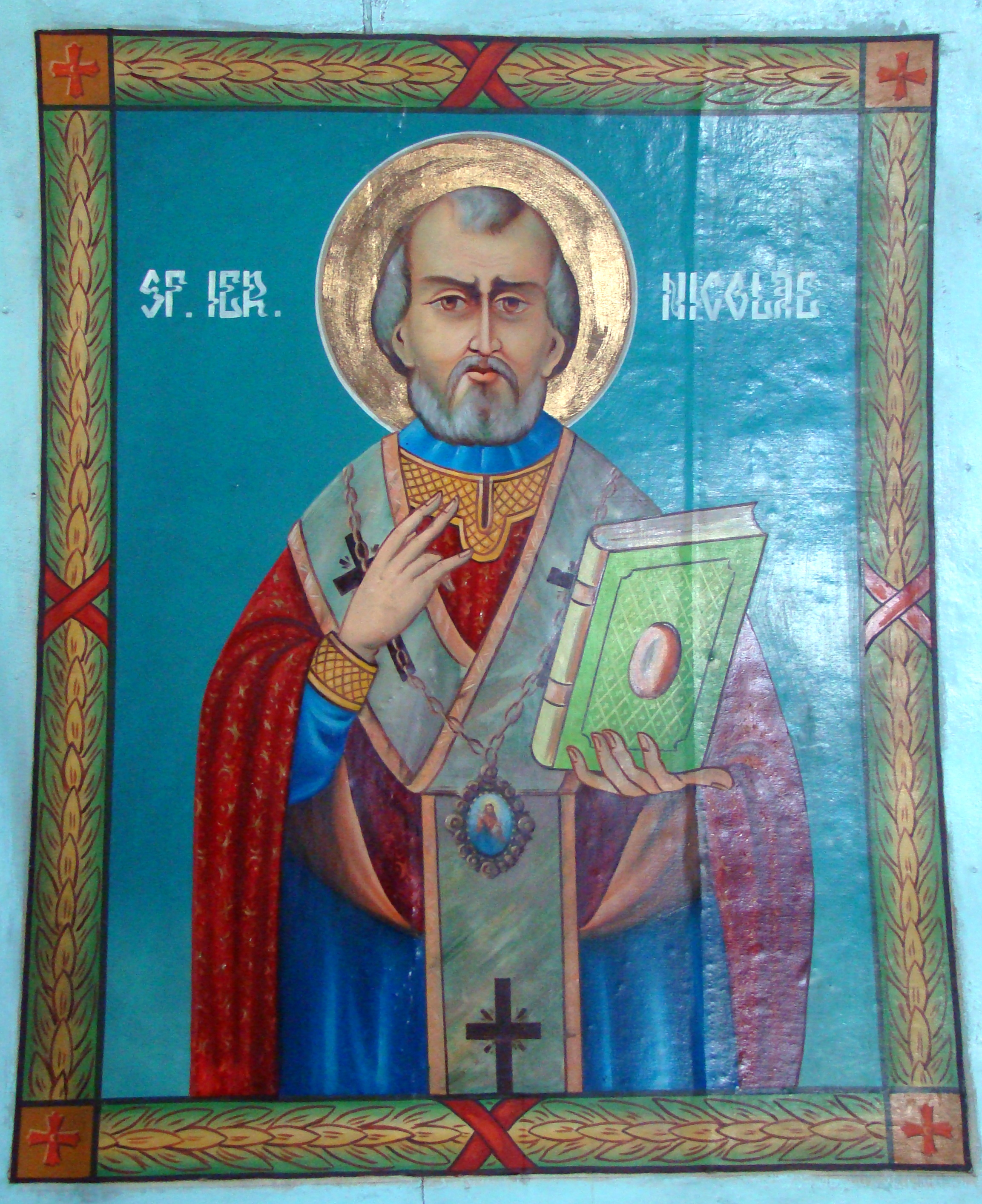
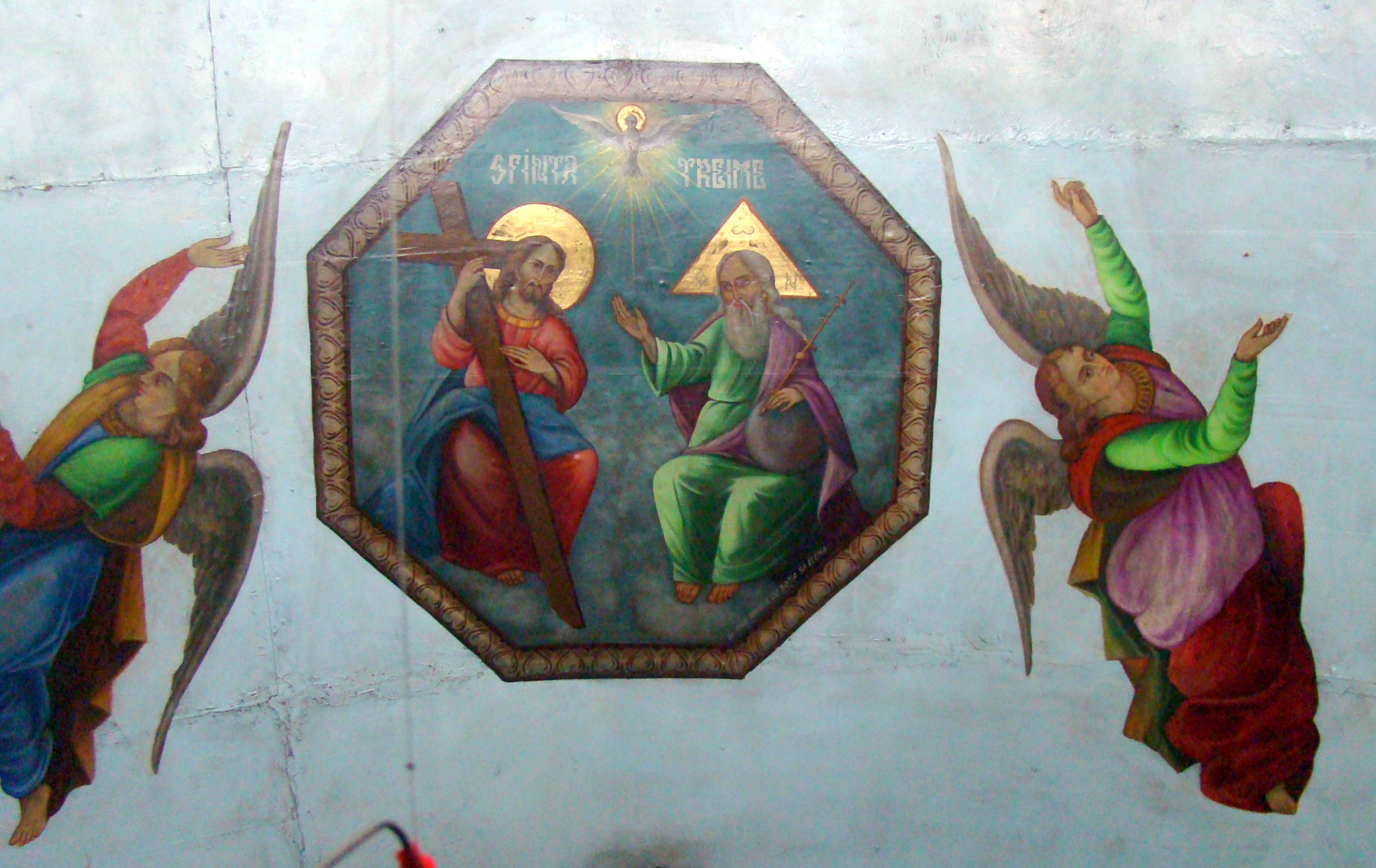
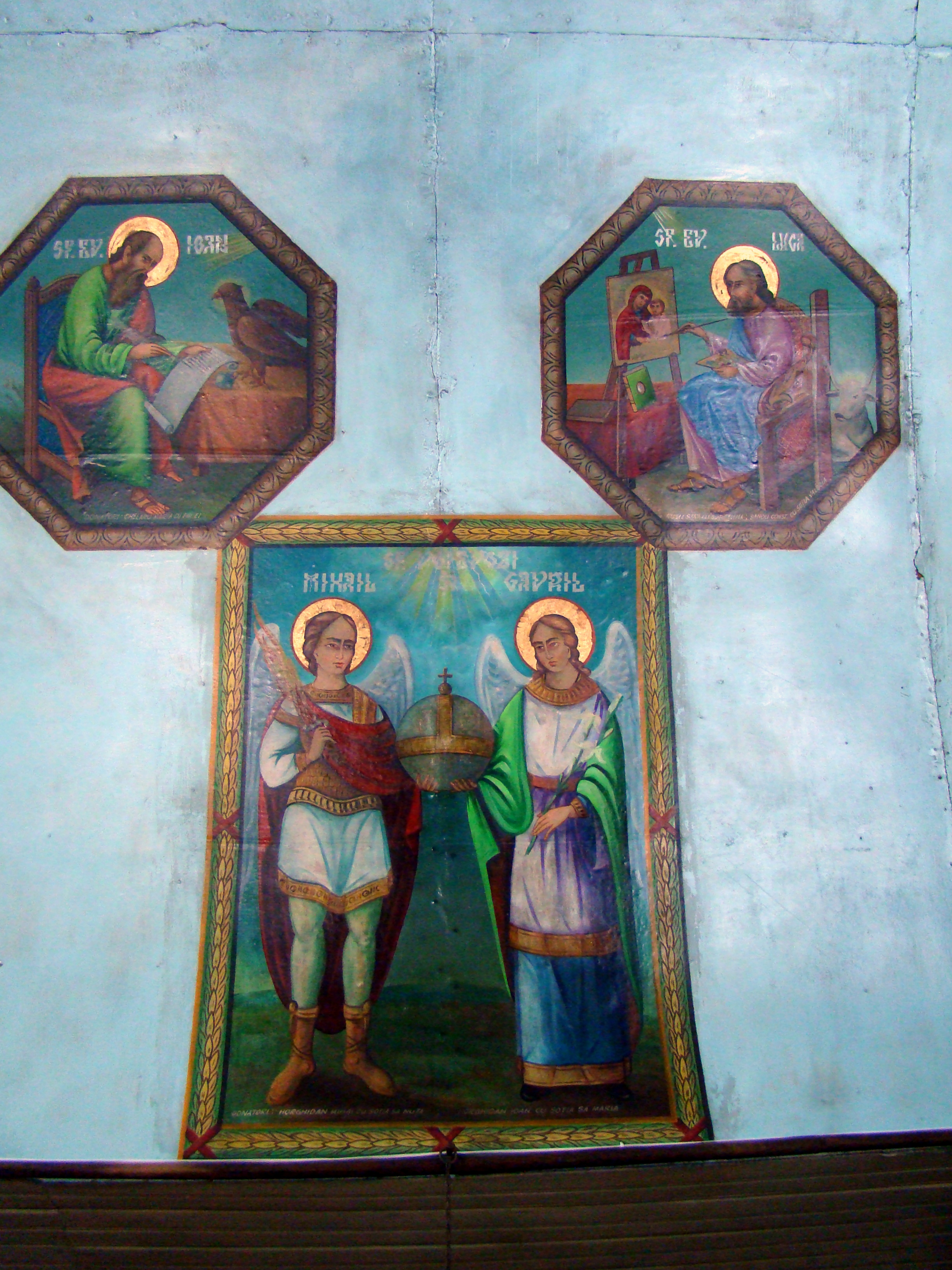
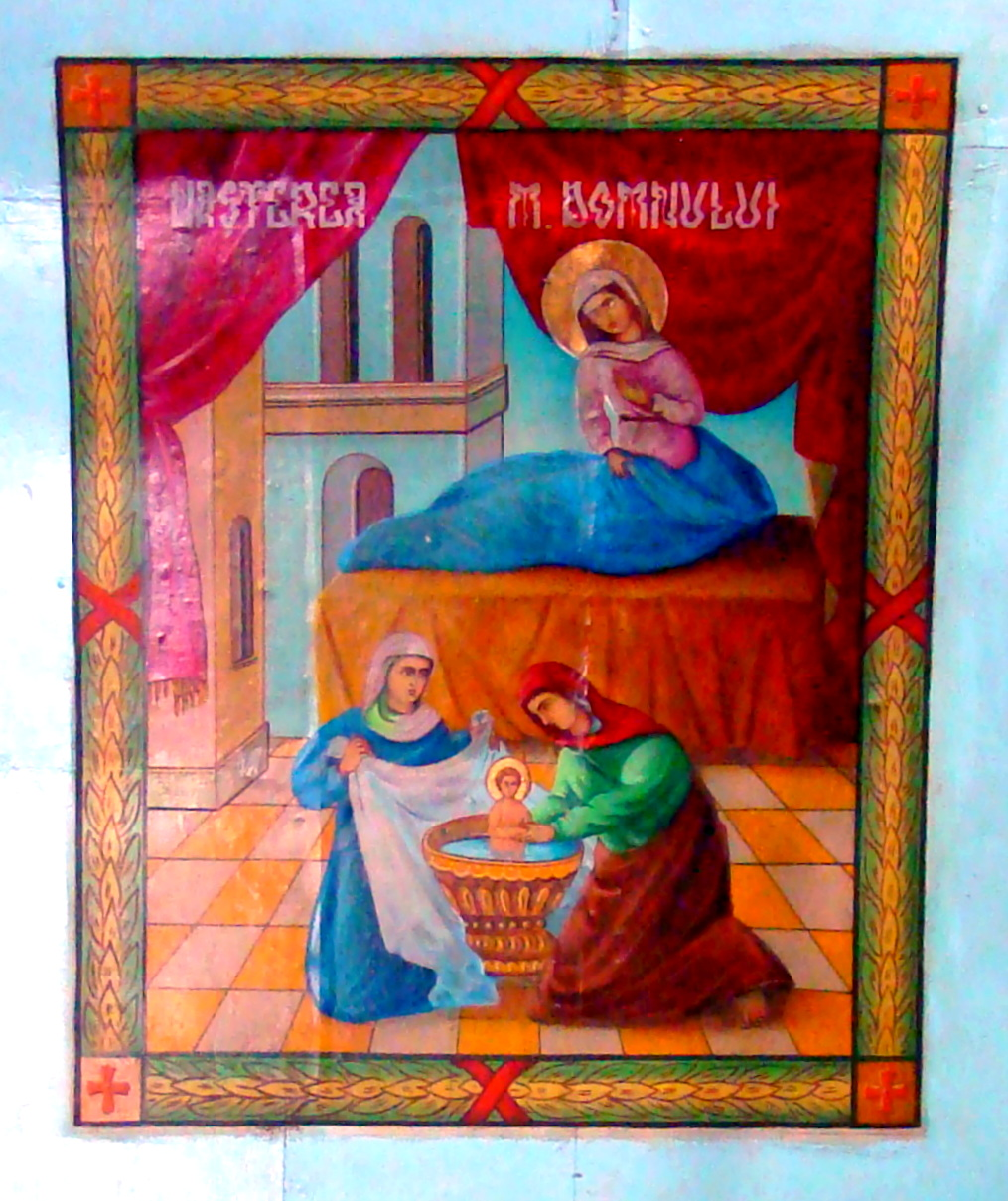
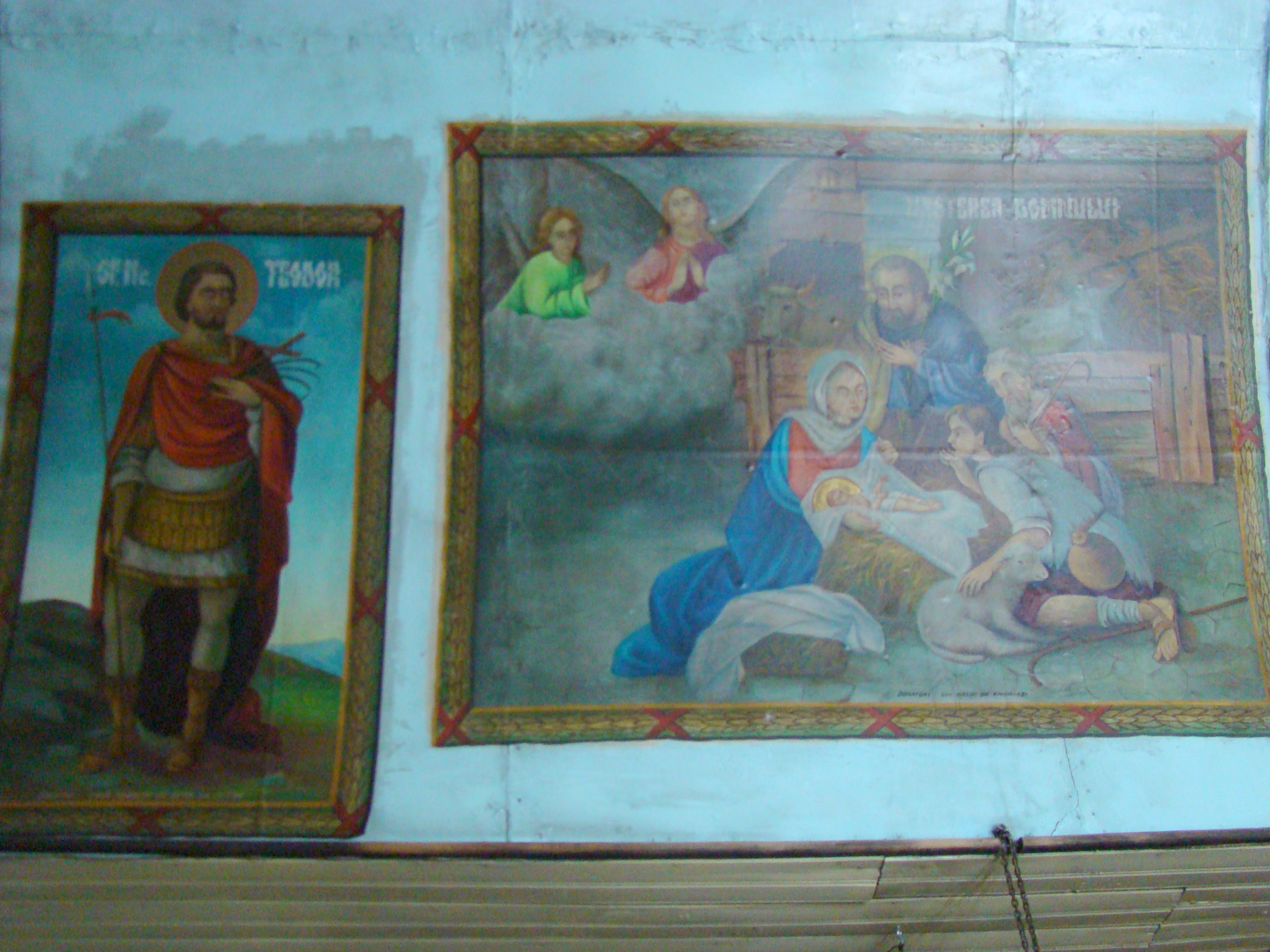
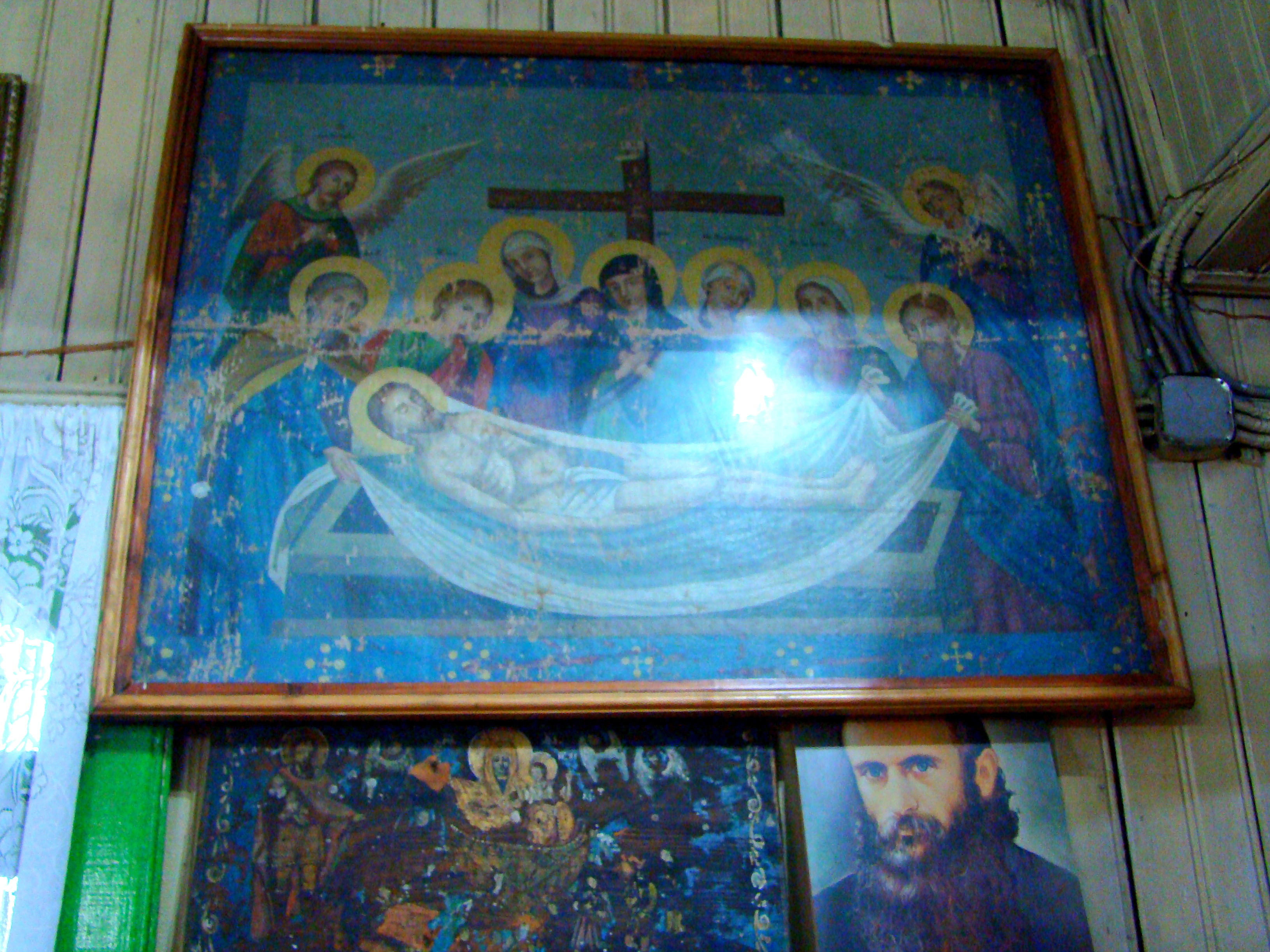
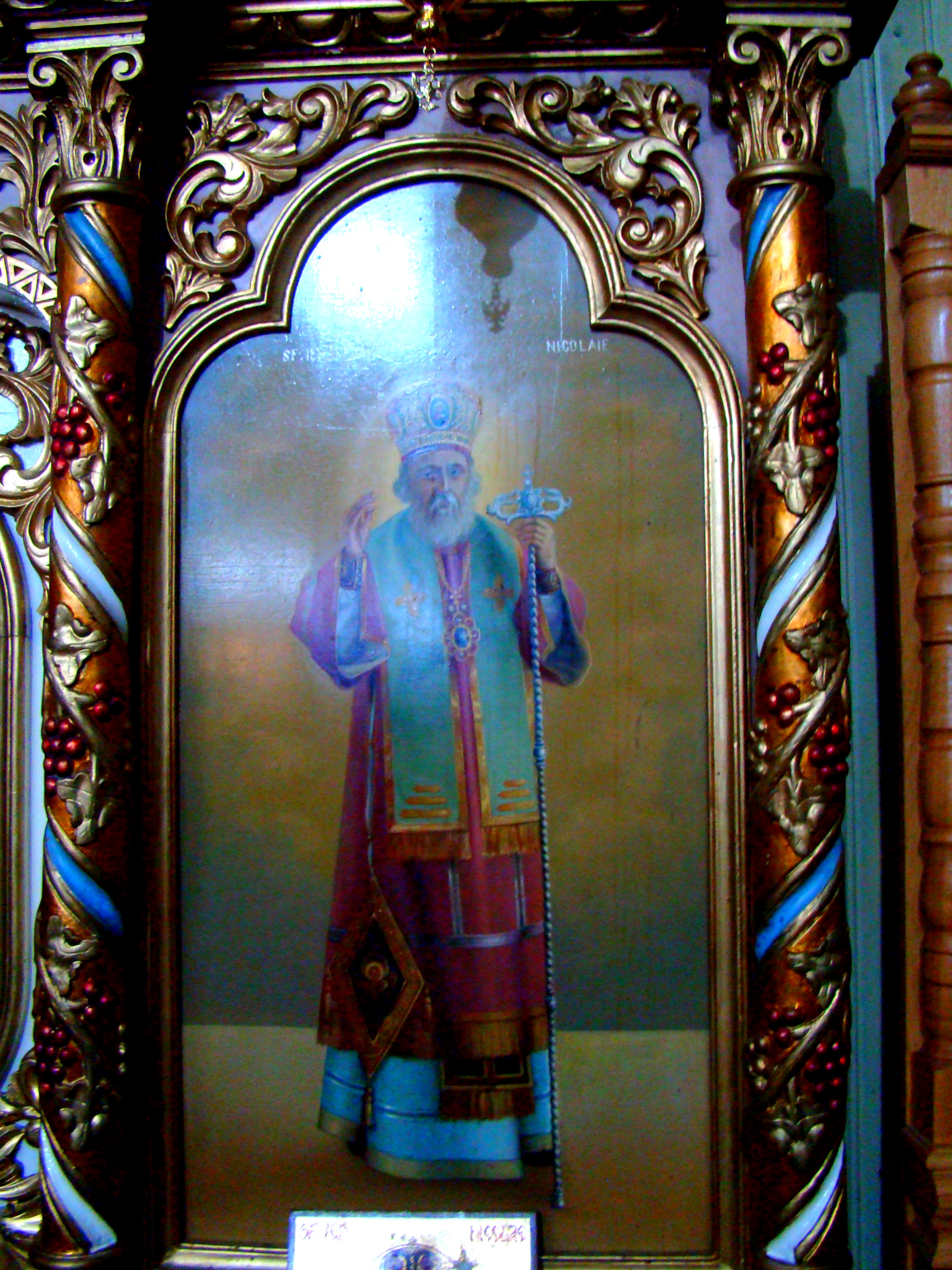
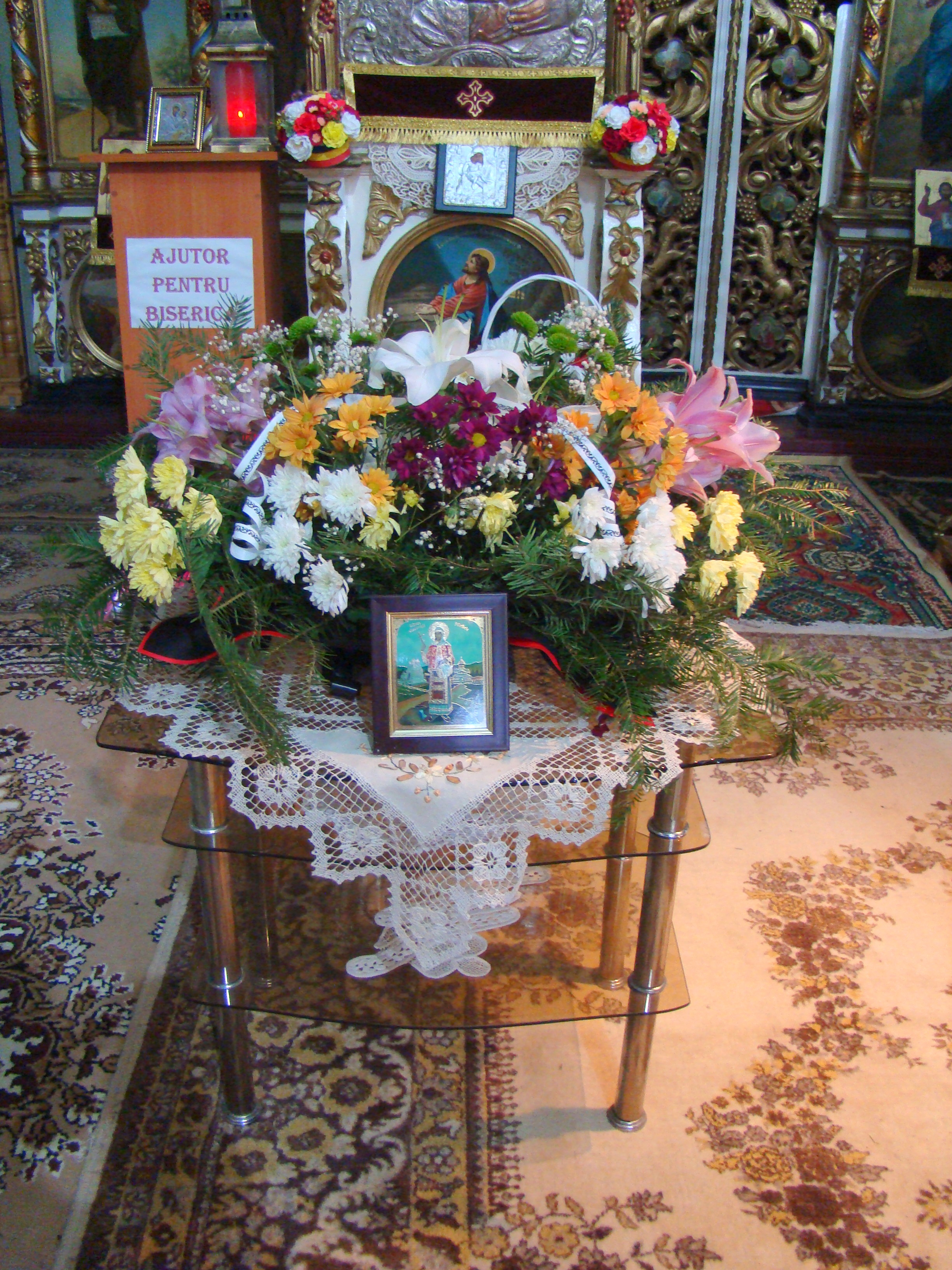